# Mecanismo sincronizador
Un mecanismo sincronizador o sincronizador de ametralladora, a veces llamado imprecisamente interruptor, está acoplado al armamento de un avión monomotor con configuración tractora, de tal modo que pueda disparar a través del arco de la hélice en movimiento sin que las balas impacten en sus palas. La idea presupone un armamento fijo que es apuntado al dirigir el avión hacia el blanco, en lugar de apuntar el arma de forma independiente.
Hay muchos problemas prácticos, la mayoría de ellos surgiendo de la inherente imprecisión del disparo de un arma automática, la gran (y variable) velocidad de las palas de una hélice en movimiento y la altísima velocidad a la que cualquier mecanismo debe operar para sincronizar las dos.
El diseño y experimentación con sincronización de ametralladoras se llevó a cabo en Francia y Alemania en 1913-1914, siguiendo las ideas de August Euler, quien por lo visto fue el primero en sugerir la instalación de armamento fijo que disparase en la dirección del vuelo en 1910. El primer mecanismo sincronizador práctico (aunque lejos de ser fiable) que entró en servicio fue instalado en los cazas monoplanos Fokker Eindecker que entraron en servicio con los escuadrones de la Luftstreitkräfte a mediados de 1915. El éxito del Eindecker condujo al desarrollo de numerosos mecanismos sincronizadores - culminando en el razonablemente fiable mecanismo hidráulico Constantinescu británico de 1917. Hacia el final de la guerra, los ingenieros alemanes estaban a punto de perfeccionar un mecanismo que empleaba una conexión eléctrica en lugar de mecánica o hidráulica entre el motor y la ametralladora, esta última siendo disparada por un solenoide en lugar de un "gatillo motorizado" mecánico.
Desde 1918 hasta mediados de la década de 1930, el armamento estándar de un caza fueron dos ametralladoras sincronizadas que disparaban a través del arco de la hélice. Sin embargo, a finales de la década de 1930 el principal papel del caza fue crecientemente reconsiderado como destructor de grandes bombarderos con estructura metálica, para lo cual el "tradicional" armamento ligero era inadecuado.
Como no era práctico tratar de instalar más de una o dos ametralladoras adicionales en el restringido espacio disponible en la parte frontal del fuselaje de un avión monomotor, esto condujo a montar el armamento en las alas de forma creciente, disparando fuera del arco de la hélice. De hecho, había algunas ventajas en descartar las ametralladoras montadas en el fuselaje. Sin embargo, la concluyente redundancia de los mecanismos sincronizadores no surgió hasta la introducción del motor de reacción y la falta de una hélice para sincronizar ametralladoras con esta.  

## Trasfondo
Desde el inicio de los primeros vuelos efectivos se tomaron en consideración las posibles aplicaciones militares del avión, aunque no todos los escritores llegaron a conclusiones positivas sobre este tema. Hacia 1913, maniobras militares en el Reino Unido, Alemania y Francia confirmaron la posible utilidad del avión para reconocimiento y observación, por lo cual oficiales visionarios implicaron la necesidad de detener o destruir los aviones de reconocimiento enemigos. De este modo el combate aéreo no era algo totalmente imprevisto, por lo cual la ametralladora fue vista como el arma más probable para su empleo en aviones.

"Es probable que un avión capaz de disparar contra un avión enemigo tenga la ventaja. El arma más adecuada es una ametralladora ligera, enfriada por aire." (de un reporte del Mayor Siegert, Cuartel General alemán, 1 de enero de 1914.)

Lo que no tenía un consenso general era la superioridad, por lo menos para un avión atacante, de las ametralladoras fijas disparando al frente y apuntadas al dirigir el avión hacia su blanco, en lugar de ametralladoras sobre afustes flexibles apuntadas por un artillero.

"La idea de unir el mecanismo de disparo a la rotación de la hélice es un capricho. La objeción es la misma que a cualquier posición de ametralladora fijada paralelamente al eje longitudinal del avión: el piloto es forzado a volar directamente hacia el enemigo para poder disparar. Bajo ciertas circunstancias, esto es altamente indeseable." (del mismo reporte del Mayor Siegert)

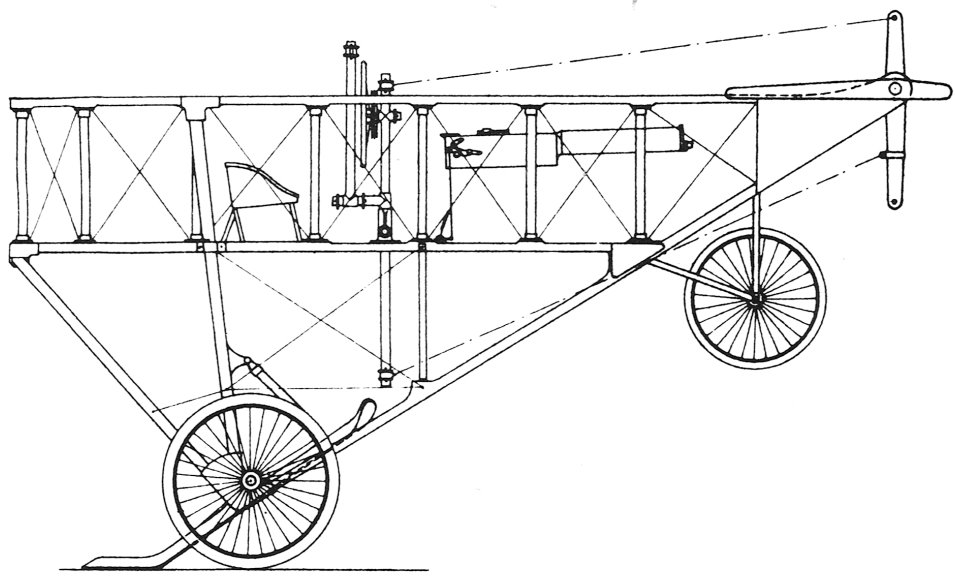
Dibujo de una patente de Euler de 1910 para una ametralladora fija disparando al frente.

En una fecha tan tardía como 1916, los pilotos del caza con configuración propulsora Airco DH.2 tenían problemas en convencer a sus oficiales de que el armamento frontal de sus aviones era más efectivo estando fijo, que montado sobre un afuste flexible. Por otra parte, August Euler había patentado la idea de una ametralladora fija en una fecha tan temprana como 1910 - mucho antes de que los aviones con configuración tractora fuesen comunes, ilustrando su patente con un diagrama de un caza propulsor armado con una ametralladora.

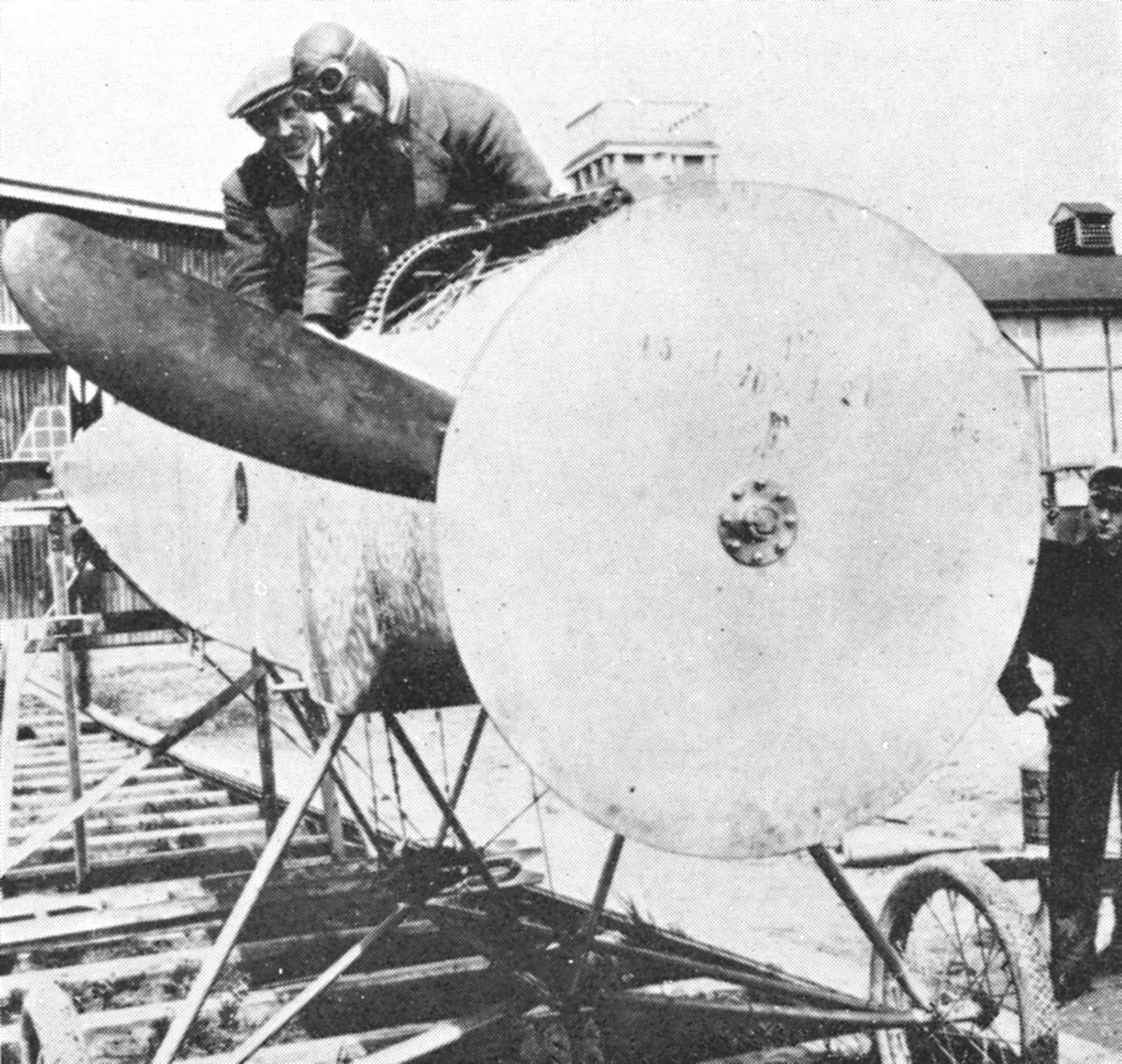
Ajustando un mecanismo sincronizador Fokker para pruebas de disparo en tierra. El disco de madera registra el punto del arco de la hélice por donde pasó cada bala. El diagrama de la derecha muestra el probable resultado de un mecanismo sincronizador funcionando correctamente. Las imprecisiones inherentes tanto en el mecanismo sincronizador como en el disparo de la ametralladora, pequeñas fallas en la munición e incluso las diferentes tasas de revoluciones/minuto del motor, todas juntas producen una "dispersión" de disparos en lugar de que cada bala impacte el disco precisamente en el mismo lugar.

## Definiciones y problemas básicos
Un mecanismo que le permite a un arma automática disparar entre las palas de una hélice en movimiento es usualmente llamado interruptor o mecanismo sincronizador. Ambos términos son más o menos confusos, por lo cual se explicará lo que ocurre cuando el mecanismo funciona.
El término "interruptor" implica que el mecanismo pausa, o "interrumpe" el disparo de la ametralladora cuando una de las palas de la hélice pasa delante de su cañón. La dificultad era que incluso las relativamente lentas hélices de los aviones de la Primera Guerra Mundial típicamente giraban dos o tres veces por cada disparo que hacía una ametralladora contemporánea. Por lo tanto, una hélice bipala obstruiría la ametralladora seis veces por cada disparo y una cuatripala doce veces. Dicho de otra forma, una ametralladora "interrumpida" estaría "bloqueada" más de cuarenta veces por segundo, mientras que dispararía con una cadencia de siete balas por segundo.
No fue una sorpresa que los diseñadores de los llamados mecanismos interruptores notaran que esto era demasiado problemático para ser puesto en práctica, porque los espacios entre "interrupciones" habrían sido muy cortos para permitirle disparar a la ametralladora.

Mecanismo sincronizador funcionando correctamente. Todas las balas pasaron por la "zona segura".

Por otra parte, "sincronización", en el sentido usual de la palabra, entre la cadencia de disparo de una ametralladora (disparando tal cual, de forma totalmente automática) y las revoluciones por minuto de la hélice de un avión, también es una imposibilidad conceptual. Normalmente, una ametralladora dispara un número constante de balas por minuto; aunque se puede aumentar, por ejemplo, reforzando e incrementando la tensión de un muelle recuperador o redirigiendo los gases del disparo, no puede variarse mientras se dispara el arma. Por otra parte, la hélice de un avión gira con tasas variables de revoluciones por minuto, según el ajuste del acelerador y de si el avión está elevándose, vuela a nivel o entra en picado. Incluso si fuese factible elegir un punto en particular en el tacómetro del motor de un avión donde la cadencia de una ametralladora le permitiese disparar a través del círculo de la hélice, esto sería muy limitante.
En la práctica, se descubrió que era necesario disparar la ametralladora en modo semiautomático. Con cada revolución de la hélice se transmitía un impulso de disparo a la ametralladora, que efectivamente "jalaba el gatillo" para disparar una sola bala. La mayoría de estos impulsos de disparo llegarían al arma durante su ciclo de disparo, o sea cuando estaba eyectando un casquillo o insertando un cartucho en la recámara, por lo que no tendrían efecto alguno; pero eventualmente, el ciclo de disparo era completado y la ametralladora estaba lista para disparar. Entonces debía "esperar" al próximo impulso del mecanismo y, al momento de recibirlo, dispararía. Esta demora entre estar lista para disparar y el disparo, inevitablemente reducía la cadencia de disparo en comparación con una ametralladora desincronizada, que dispara en el momento en que está lista; pero si el mecanismo sincronizador funcionaba correctamente, la ametralladora podía disparar con bastante rapidez entre las palas de la hélice sin impactarlas.
Ya se ha notado que cualquier mecanismo que logre este objetivo puede ser descrito como "interruptor" del disparo de la ametralladora (al punto que ya no funciona más como tal), además de "sincronizador" o "temporizador" para que su disparo coincida con las revoluciones de la hélice.
Un mecanismo sincronizador típico tiene tres componentes básicos.     

### En la hélice

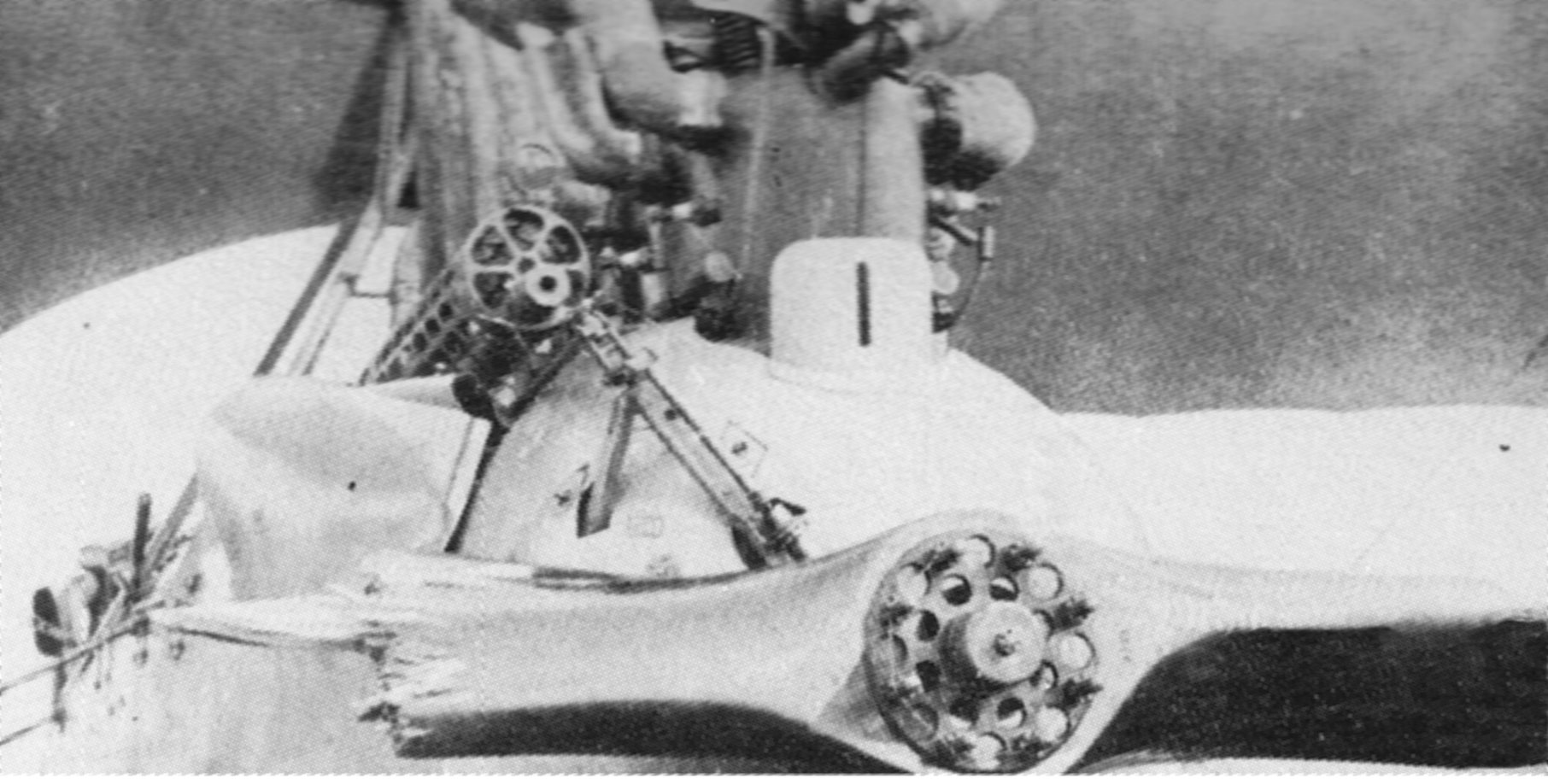
Hélice de un Albatros C.III – una pala fue cortada debido a un sincronizador mal ajustado o defectuoso.

Primeramente, se necesitaba un método para determinar la posición de la hélice en un instante dado. Típicamente, una leva, impulsada directamente por el eje de la hélice u otra pieza del motor que giraba a la misma velocidad que la hélice, generaba una serie de impulsos con la misma tasa de las revoluciones de la hélice. Había algunas excepciones, como algunos mecanismos que situaban la leva en el conjunto del gatillo de la ametralladora, con los impulsos fijados a dos o tres revoluciones de la hélice o, especialmente en los mecanismos hidráulicos o eléctricos, a la tasa de dos o más por cada revolución. Por motivos de sencillez, los diagramas de esta sección se hicieron según una cadencia de un impulso por revolución, así que todas las balas sincronizadas fueron "apuntadas" a un solo punto del círculo de la hélice.

Ametralladora sincronizada disparando "a destiempo". La mayoría de balas impactaron la pala de la hélice, destruyéndola.

La temporización real de estos impulsos debía ajustarse para coincidir con un período "seguro" cuando las palas de la hélice no estuviesen delante del cañón, teniendo que revisar a intervalos este ajuste, especialmente si se cambiaba o reinstalaba la hélice, así como después de una revisión del motor. Los fallos en este ajuste (una leva desviándose 1 o 2 mm, o una varilla flexionándose) podían hacer que cada bala disparada impactase la hélice - un resultado peor que si la ametralladora fuese disparada a través del círculo de la hélice sin ningún tipo de control. La otra falla principal era una interrupción en la transmisión de impulsos de disparo, usualmente a causa del bloqueo o rotura (incluso desintegración) del generador de impulsos. Esto significaba que la ametralladora simplemente no dispararía, siendo una causa común del "atasco" de las ametralladoras sincronizadas.
La velocidad de la hélice, y por lo tanto la distancia que recorría entre el disparo de la ametralladora y la llegada de la bala al arco de la hélice, variaba según las revoluciones del motor. Cuando la velocidad de boca era muy alta y las ametralladoras estaban situadas muy adelante, con las balas recorriendo una distancia muy corta antes de alcanzar el arco de la hélice, esta diferencia podía ser ignorada. Pero en el caso de ametralladoras con una velocidad de boca relativamente baja, esto era un asunto crítico y en algunos casos el piloto debía consultar su tacómetro, fijándose que las revoluciones del motor estuviesen dentro de un margen "seguro" antes de disparar, arriesgándose de lo contrario a destruir rápidamente la hélice de su avión.

### En la ametralladora

Los resultados de intentar sincronizar una ametralladora inadecuada o emplear munición defectuosa.

El segundo requisito era una ametralladora que pudiese disparar (o "interrumpir" su disparo) exactamente cuando el mecanismo lo "ordenase". No todas las ametralladoras eran aptas para sincronizarse. Cuando estaba lista para disparar, una ametralladora sincronizada en teoría debía tener un cartucho en la recámara, el cerrojo cerrado y estar amartillada (posición llamada cerrojo cerrado). La dificultad era que varias ametralladoras ampliamente utilizadas (principalmente la Lewis y la Revelli) disparaban a cerrojo abierto, por lo que habitualmente había un pequeño y variable intervalo entre la presión del gatillo y el disparo. Esto significaba que no podían ser sincronizadas sin amplias modificaciones. Otras ametralladoras, como la Schwarzlose MG M.07/12 austrohúngara y la Marlin estadounidense, demostraron ser poco aptas para ser sincronizadas, aunque eventualmente se logró dispararlas en modo semiautomático. La mayoría de ametralladoras que fueron exitosamente sincronizadas (al menos en la Primera Guerra Mundial) estaban basadas en la ametralladora Maxim original de 1884 (como las Parabellum MG 14 y "Spandau" alemanas y la Vickers británica), un arma que disparaba a cerrojo cerrado y era accionada por el retroceso del cañón. Se desperdició mucho tiempo tratando de sincronizar ametralladoras inadecuadas antes de comprender totalmente este hecho.
Incluso una ametralladora que dispara a cerrojo cerrado necesitaba munición fiable. Si el fulminante de un cartucho falla al punto de demorar el disparo de la ametralladora por una pequeña fracción de segundo (un caso muy común en munición producida en masa), esto no tiene grandes repercusiones en una ametralladora empleada por la Infantería - pero en el caso de una ametralladora sincronizada, tal demora puede producir un disparo "a destiempo" con el riesgo de impactar la pala de la hélice.
En teoría, el "gatillo motorizado" podía tener dos formas. La primera patente (Schneider 1913) asumía que el mecanismo sincronizador periódicamente "evitaría que la ametralladora dispare", literalmente operando como un "interruptor". En la práctica, todos los mecanismos sincronizadores de los cuales se tienen detalles técnicos confiables simplemente disparaban la ametralladora en modo semiautomático en lugar de automático.

### La conexión entre la hélice y la ametralladora
El tercer requisito es una conexión entre las "máquinas" (motor y ametralladora) que serán sincronizadas. Muchos de los primeros mecanismos empleaban una complicada e inherentemente frágil manivela acodada conectada mediante una varilla que podía bloquearse o fallar, especialmente cuando debía trabajar a mayores velocidades que aquellas para las cuales fue diseñado. Como se verá, hubo varios métodos alternativos, inclusive una varilla oscilante, una transmisión flexible, una columna de fluido oleohidráulico, o una conexión eléctrica.
Por lo general, los sistemas mecánicos eran inferiores a los hidráulicos o eléctricos, aunque ninguno era totalmente a prueba de fallos y los mecanismos sincronizadores podían fallar ocasionalmente. Adolf Galland, el as de la Luftwaffe, describe en sus memorias de la guerra "El Primero y el Último" un serio incidente de sincronización defectuosa.

### Aumento del poder de fuego
Usualmente un piloto solamente tendría al blanco en su mira por un brevísimo momento, por lo que era vital una concentración de balas a fin de lograr un "derribo". Incluso los frágiles aviones de la Primera Guerra Mundial frecuentemente necesitaban una gran cantidad de impactos para ser derribados: los posteriores aviones más grandes fueron más difíciles de derribar. Había dos soluciones obvias: incrementar la cadencia de disparo de las ametralladoras e incrementar su cantidad a bordo. Ambas soluciones impulsaron el tema de la sincronización.

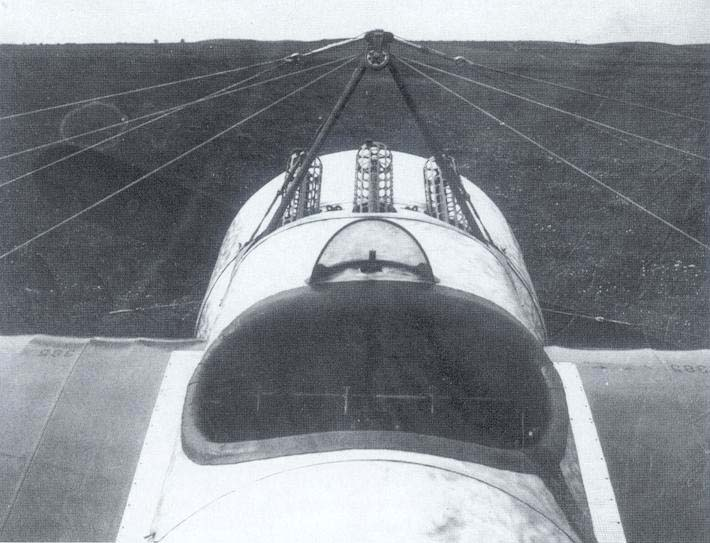
El armamento original de tres "Spandau" del prototipo del Fokker E.IV, antes del retiro de la ametralladora de babor. Los modelos de serie tienen dos ametralladoras, dispuestas simétricamente.

Las primeras ametralladoras sincronizadas del período de 1915-1917, tenían una cadencia de disparo de unas 400 balas por minuto; un mecanismo sincronizador puede ser bastante fiable con esta cadencia de disparo comparativamente baja. Para controlar una ametralladora más rápida, con una cadencia de disparo de 800 o 1000 balas por minuto, un mecanismo sincronizador debe trabajar más rápido y es más proclive a fallar. La complejidad de un mecanismo sincronizador mecánico, especialmente los del tipo "varilla de empuje", hacía que se desarme cuando funcionaba a tales velocidades.
La versión final del Fokker Eindecker, el Fokker E.IV, iba armado con dos ametralladoras "Spandau" y este armamento se volvió estándar para todos los cazas alemanes Tipo D a partir del Albatros D.I. Desde la aparición del Sopwith Camel y el SPAD S.XIII a mediados de 1917 hasta el final de los mecanismos sincronizadores en la década de 1950, la instalación de dos ametralladoras fue una norma internacional. Si las dos ametralladoras disparaban al mismo tiempo, no habría sido un montaje eficiente; las ametralladoras debían disparar al mismo punto del arco de la hélice, lo cual significaba que una dispararía una pequeña fracción de segundo después de la otra. Este fue el motivo por el cual los primeros mecanismos sincronizadores diseñados para una sola ametralladora tuvieron que ser modificados para poder controlar eficazmente dos ametralladoras.

## Historia

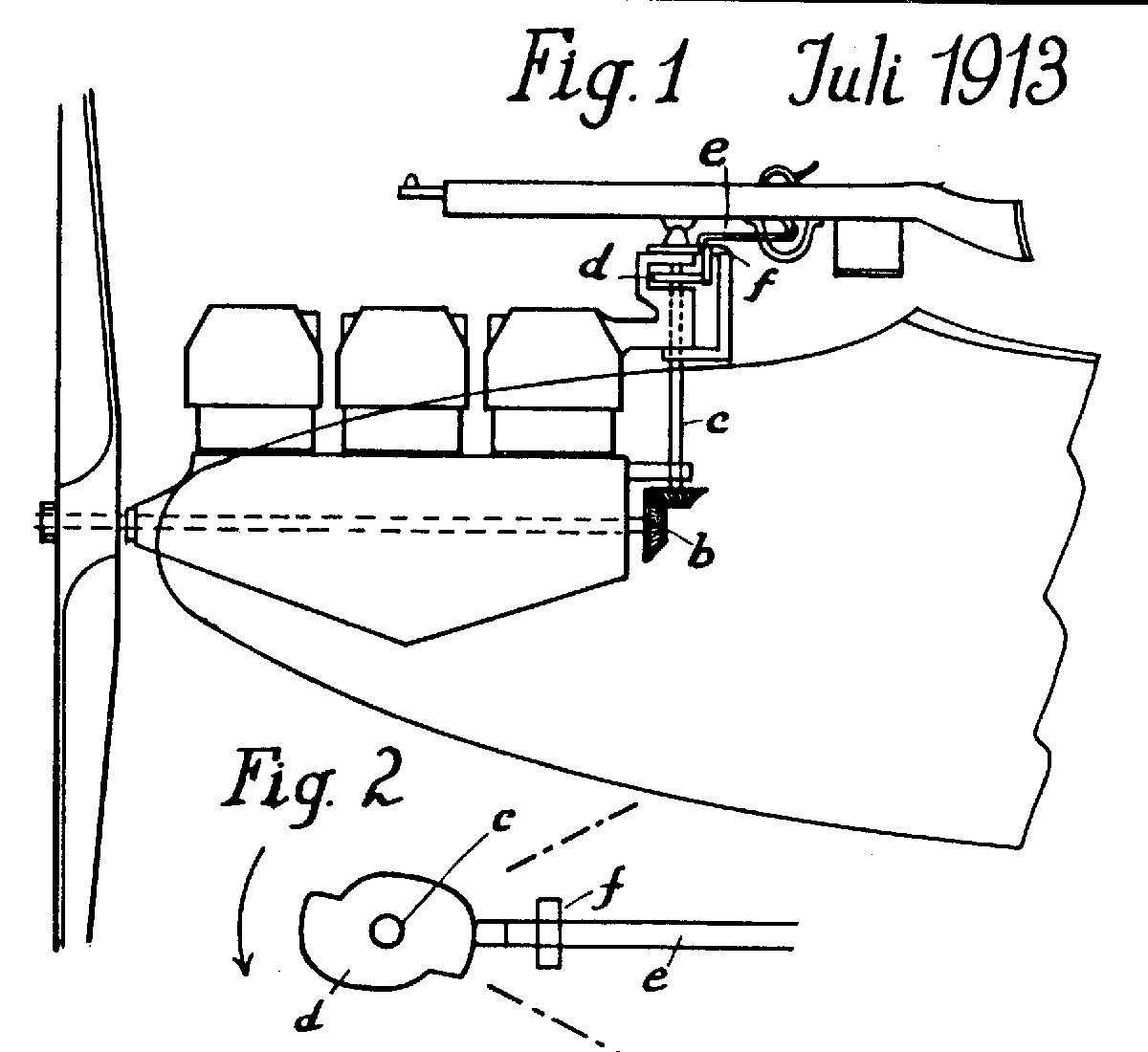
Dibujo de la primera patente conocida para un mecanismo que permitía a una ametralladora disparar entre las palas de la hélice de un avión mientras giraba.

### La patente de Franz Schneider (1913-1914)
Directamente inspirado por la patente original de Euler o no, el primer inventor en patentar un método para disparar hacia adelante a través del arco de una hélice tractora fue el ingeniero suizo Franz Schneider, que anteriormente trabajó en la Nieuport y en ese entonces trabajaba para la empresa LVG en Alemania.
La patente fue publicada en la revista de aviación alemana Flugsport en 1914, por lo que desde un inicio fue efectivamente "propiedad pública". Lo interesante era que la conexión entre la hélice y la ametralladora se hacía mediante un eje giratorio en lugar de una varilla. Los impulsos necesarios para accionar el gatillo, o en este caso, evitar su funcionamiento, eran producidos por una rueda con dos resaltes a 180° situada en la misma ametralladora, ya que esta era obstruida por ambas palas de la hélice. No se intentó (hasta donde se tiene conocimiento) construir o probar un mecanismo sincronizador basado en esta patente, que causó poco o ningún interés militar en la época. Se desconoce la forma precisa del mecanismo sincronizador que equipaba al LVG E.I de Schneider de 1915, así como su relación con esta patente, ya que sus planos no se han conservado.

### La patente de Raymond Saulnier (1914)

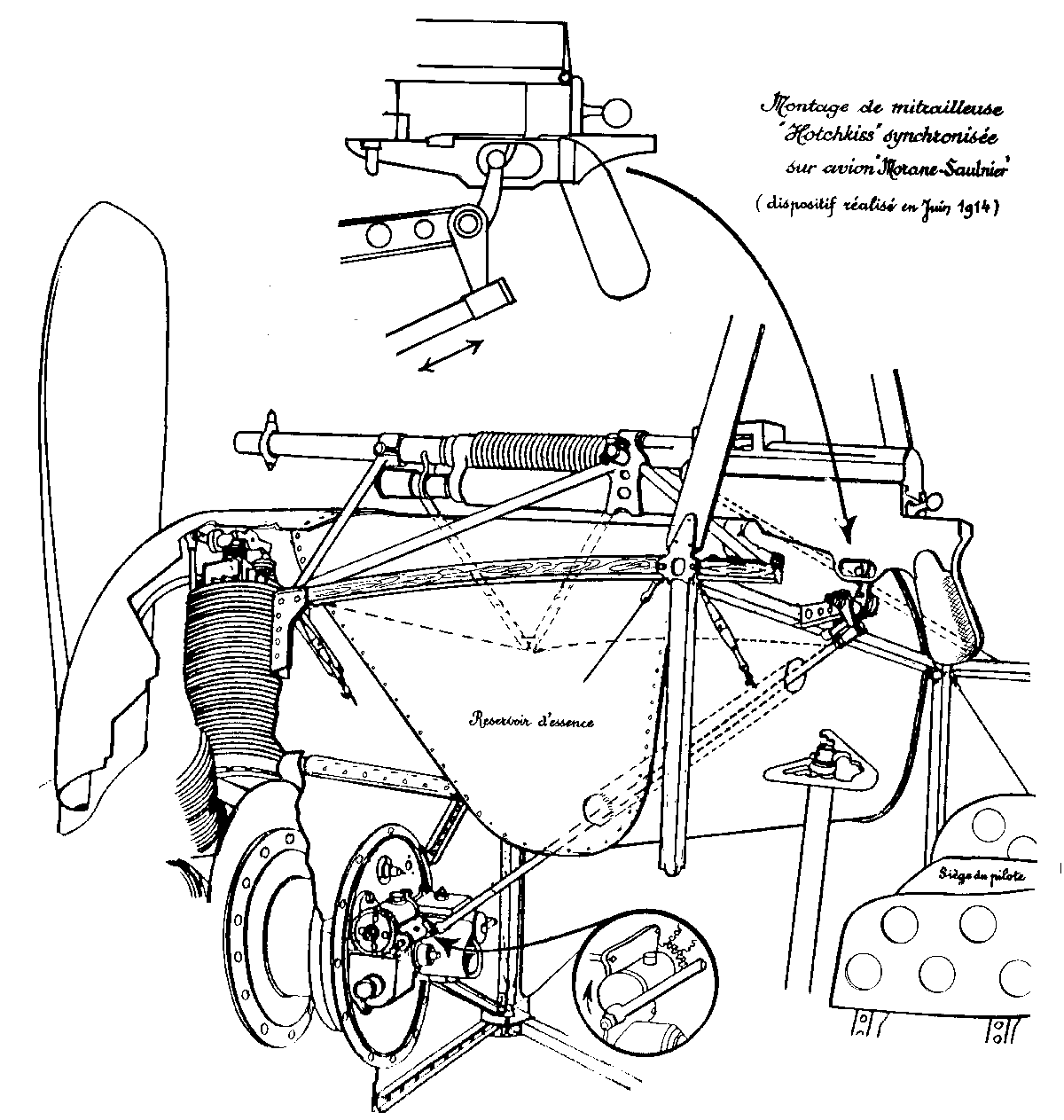
Bosquejo de los dibujos del diseño de Morane-Saulnier, basados en una patente francesa original de 1914.

Al contrario del diseño de la patente de Schneider, el mecanismo de Saulnier fue construido y puede ser considerado el primer mecanismo sincronizador práctico en ser probado. Por primera vez, la rueda que produce el movimiento transmisor de los impulsos de disparo está situada en el motor (en este caso impulsada por el mismo eje que acciona la bomba de aceite y el tacómetro) y los impulsos son transmitidos por una varilla reciprocante en lugar del eje giratorio de Schneider. La idea de literalmente "interrumpir" el disparo de la ametralladora dio origen (probablemente como resultado de la experiencia) al principio de tirar del gatillo para cada disparo, como en un arma semiautomática.
Se ha resaltado que este era un diseño práctico que podía haber funcionado, pero no fue así. Además de posibles inconsistencias en la munición suministrada, el verdadero problema fue que la ametralladora empleada, una Hotchkiss M1914 cal. 8 mm accionada por gas y prestada del Ejército francés, básicamente no era apta para disparar en "modo semiautomático". Después de las fallidas pruebas iniciales, se devolvió la ametralladora y cesaron los experimentos.

### Ametralladoras desincronizadas y el concepto de "cuña deflectora"

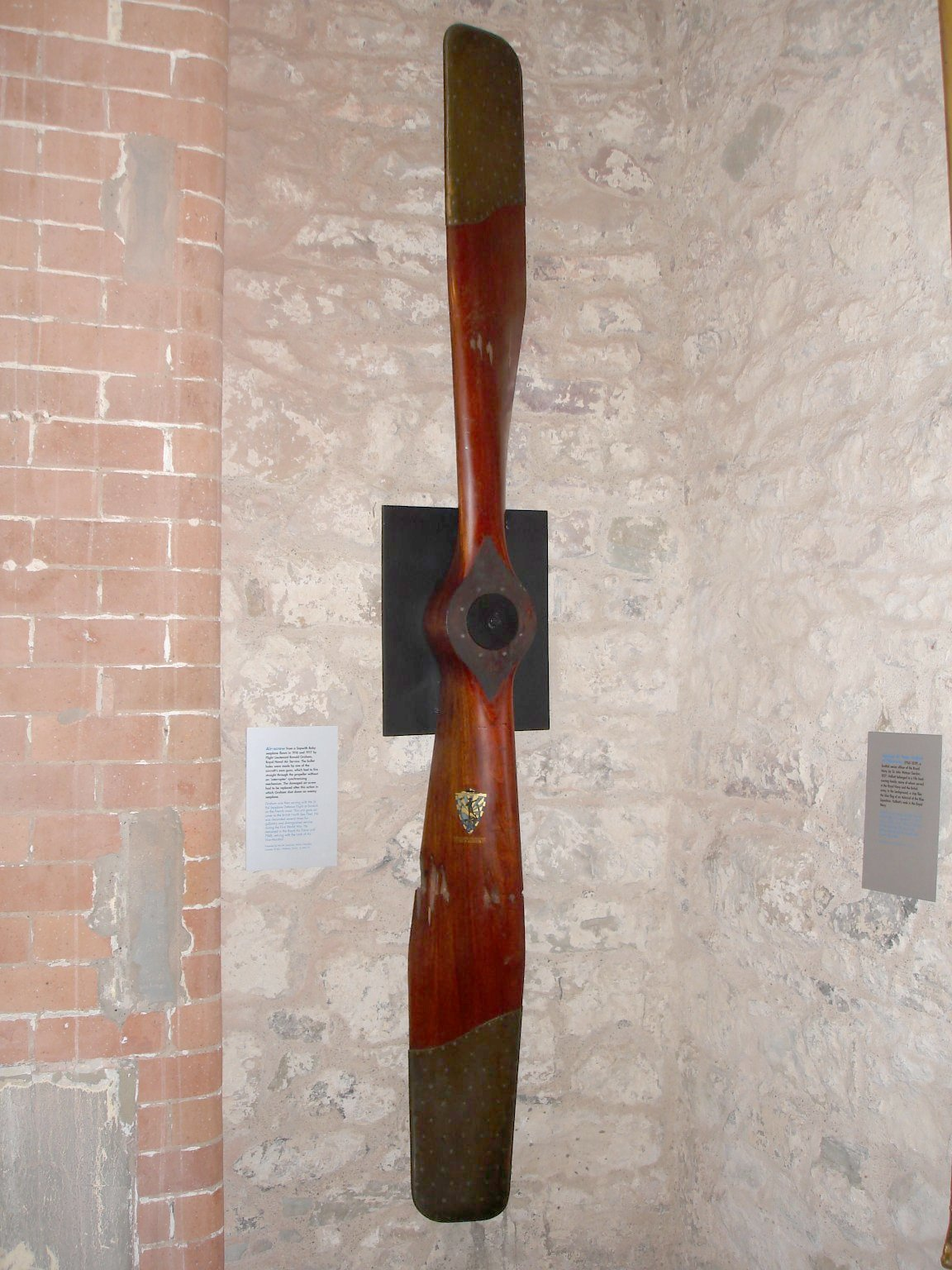
Hélice dañada de un Sopwith Baby hacia 1916-1917, con evidencias de agujeros de bala producidos por disparar una ametralladora sin mecanismo sincronizador.

Cuando los pilotos del Real Cuerpo Aéreo y el Real Servicio Aéreo Naval llegaron a Francia en 1914, estaban equipados con aviones de configuración propulsora muy poco potentes para transportar ametralladoras y tener una oportunidad de aventajar al enemigo, mientras que los aviones de configuración tractora eran difíciles de armar para dar caza a los aviones enemigos debido a la ubicación de la hélice. Entre los intentos por solucionar este problema (como disparar oblicuamente fuera del círculo de la hélice e incluso intentos condenados al fracaso de sincronizar la ametralladora Lewis, que entonces era la ametralladora "estándar" de los aviones británicos) estaba el disparar directamente a través del arco de la hélice y "esperar que no pase nada". Una alta proporción de las balas pasarían sin impactar las palas de la hélice, mientras que usualmente cada pala recibiría varios impactos antes que hubiese demasiado peligro de caerse, especialmente si había sido unida con cinta para evitar la formación de astillas (véase el diagrama de abajo y la imagen de la izquierda).

Ametralladora desincronizada. Sus disparos tienen una dispersión más o menos aleatoria alrededor del arco de la hélice - la mayoría de balas pasan, pero unas cuantas impactan las palas de la hélice.

Un riesgo preocupante debe haber sido la aparición de una momentánea "sincronización aleatoria", con la hélice girando por uno o dos segundos "exactamente" a la misma cadencia de disparo de la ametralladora (o mejor dicho, exactamente dos o tres veces más rápido). Esto habría concentrado la dispersión de los disparos en el arco de la hélice por lo menos para unas cuantas balas, con el riesgo de cortarle instantáneamente una pala.
Tras sus primeros experimentos de sincronización fallidos, Saulnier buscó un método menos basado en estadísticas y más en el azar, desarrollando hélices con palas blindadas que resistieran los impactos de balas. Hacia marzo de 1915, cuando el piloto Roland Garros buscó a Saulnier para la instalación de este aparato en su Morane-Saulnier L, éstas habían tomado la forma de cuñas de acero que "deflectaban" las balas que habrían dañado la hélice, o rebotado peligrosamente. A veces se le atribuyen a Garros y a Jules Hue, su mecánico personal, la prueba y el perfeccionamiento de los "deflectores". Este tosco sistema funcionaba según una moda, aunque las cuñas disminuían la eficiencia de la hélice y la nada despreciable fuerza de los impactos de bala en los filos de las cuñas ejercía una tensión indeseable sobre el eje del motor.

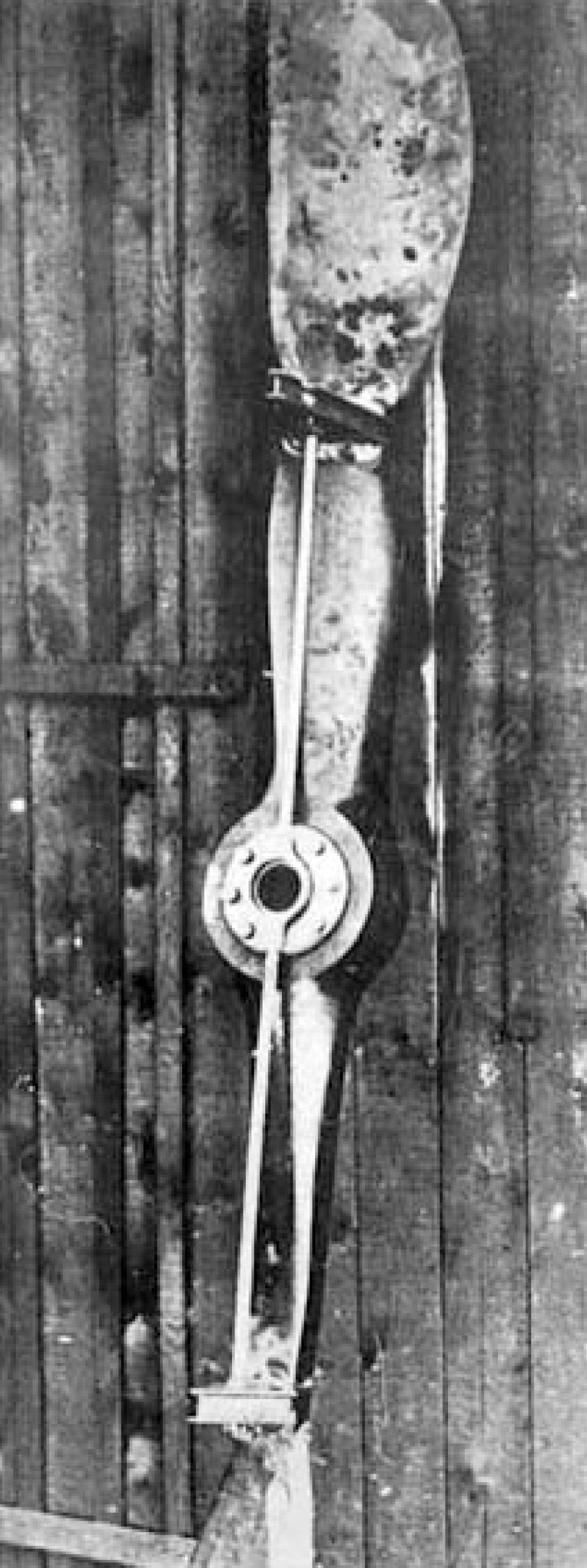
La hélice con deflectores rescatada del Morane-Saulnier L de Roland Garros por los alemanes.

El 1 de abril de 1915, Garros derribó su primer avión alemán y murieron sus dos tripulantes. El 18 de abril de 1915, luego de dos victorias más, Garros fue forzado a aterrizar (por disparos desde tierra) tras las líneas alemanes. Aunque pudo quemar su avión, Garros fue capturado y su hélice especial estaba lo suficientemente intacta para ser enviada y evaluada en el Inspektion der Fliegertruppen de Döberitz, cerca de Berlín.

### El sincronizador de Fokker y otros mecanismos alemanes
La inspección de la hélice del avión de Garros impulsó al Idflieg a tratar de copiarla. Las pruebas iniciales indicaron que las cuñas deflectoras no serían lo suficientemente fuertes para resistir las balas alemanas estándar con camisa de acero y los representantes de Fokker y Pfalz, dos compañías que ya estaban construyendo copias del Morane (pero extrañamente, no la empresa LVG de Schneider) fueron invitadas a Döberitz para inspeccionar el mecanismo y sugerir formas de duplicarlo.
Fokker fue capaz de persuadir al Idflieg para que le preste una ametralladora Parabellum MG 14 y municiones a fin de probar su mecanismo, transportándolos a la Fokker Flugzeugwerke GmbH de Schwerin (aunque probablemente no en el compartimiento del vagón de ferrocarril o "bajo su brazo", como afirmaba después de la guerra).
La historia sobre la concepción, desarrollo e instalación del mecanismo sincronizador de Fokker en apenas 48 horas (mencionada por vez primera en una biografía oficial de Fokker escrita en 1929), actualmente no es considerada factible. Otra explicación posible es que el avión de Garros, parcialmente destruido por el fuego, tenía suficientes restos del mecanismo sincronizador original y Fokker solamente tuvo que deducir como funcionaba. Esto también parece improbable por varias razones, mientras que el consenso histórico actual apunta a que un mecanismo sincronizador estaba siendo desarrollado por el equipo de Fokker (incluyendo al ingeniero Heinrich Lübbe) antes de la captura del avión de Garros.

#### El mecanismo FokkerStangensteuerung

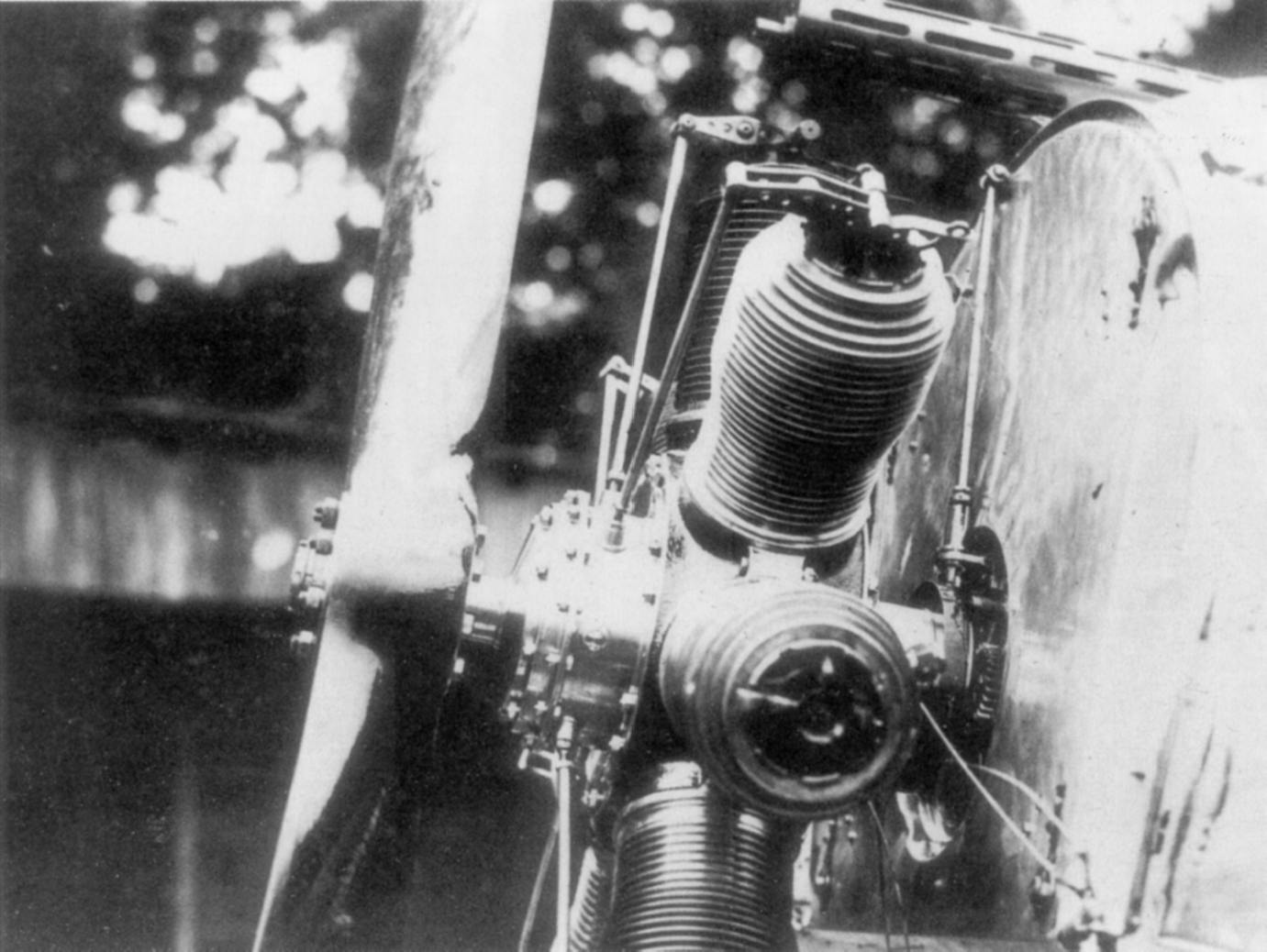
Detalle del primigenio Fokker Eindecker - la cubierta del motor ha sido retirada, mostrando el mecanismo original Stangensteuerung de Fokker conectado directamente a la transmisión de la bomba de aceite en la parte posterior del motor.

Cualquiera sea su fuente de inspiración, la versión inicial del mecanismo sincronizador Fokker (véase la imagen) era muy parecida a la patente de Saulnier, mas no a la de Schneider como muchos afirmaron (incluso el mismo Schneider). Como en la patente de Saulnier, el mecanismo de Fokker fue diseñado para disparar la ametralladora en lugar de interrumpir su disparo y seguía la idea de Saulnier en tomar como principal fuente de transmisión mecánica la bomba de aceite de un motor rotativo (como en el posterior mecanismo Vickers-Challenger desarrollado para el Real Cuerpo Aéreo). La "transmisión" entre el motor y la ametralladora se hacía mediante una versión de la varilla de empuje recíproco de Saulnier. La principal diferencia era que la varilla en lugar de pasar directamente del motor a la ametralladora, lo que hubiese necesitado un túnel a través del tabique cortafuegos y el tanque de combustible (como se observa en los dibujos de la patente de Saulnier), estaba accionada por un eje que unía la bomba de aceite a una pequeña leva en la parte superior del fuselaje. Eventualmente esto demostró ser ineficaz, ya que el eje de transmisión de la bomba de aceite no era lo suficientemente robusto para tomar la carga adicional.
Antes que los fallos de este primer mecanismo sincronizador quedasen al descubierto, el equipo de Fokker había adaptado el nuevo sistema a la nueva ametralladora Parabellum MG 14 y lo había instalado en un Fokker M.5K, un modelo que entonces se hallaba en servicio en pequeñas cantidades con la Fliegertruppen como A.III. Este avión, llevando el número de serie IdFlieg A.16/15, fue el predecesor directo de los cinco prototipos de preproducción construidos y efectivamente fue el prototipo del Fokker E.I - el primer caza monoplaza producido en serie y armado con una ametralladora sincronizada.
El propio Fokker hizo una demostración de este prototipo ante el IdFlieg el 19-20 de mayo de 1915 en el terreno de pruebas de Döberitz, cerca de Berlín. El Teniente Otto Parschau hizo el vuelo de prueba de este avión el 30 de mayo de 1915. Los cinco prototipos de serie (denominados M.5K/MG y con números de serie E.1/15 - E.5/15) fueron sometidos a pruebas militares al poco tiempo. Todos estaban armados con la ametralladora Parabellum, sincronizada con la primera versión del mecanismo Fokker. Este prototipo del mecanismo tenía una vida tan corta, que fue necesario rediseñarlo - dando origen al más familiar segundo modelo de serie del mecanismo.

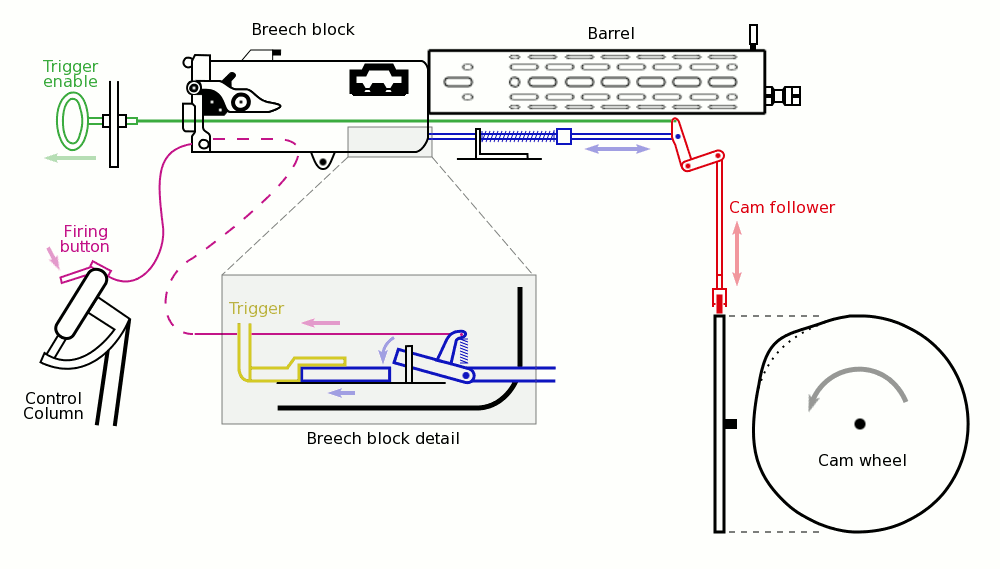
Diagrama del mecanismo sincronizador Fokker Stangensteuerung de serie. La manija verde es empleada para bajar la guía de la leva roja sobre la rueda de levas acoplada al eje de la hélice. Cuando el resalte de la rueda eleva la guía, la varilla azul es bajada contra el resorte, permitiendo que la plancha del gatillo amarilla sea alcanzada cuando se aprieta el botón de disparo morado.

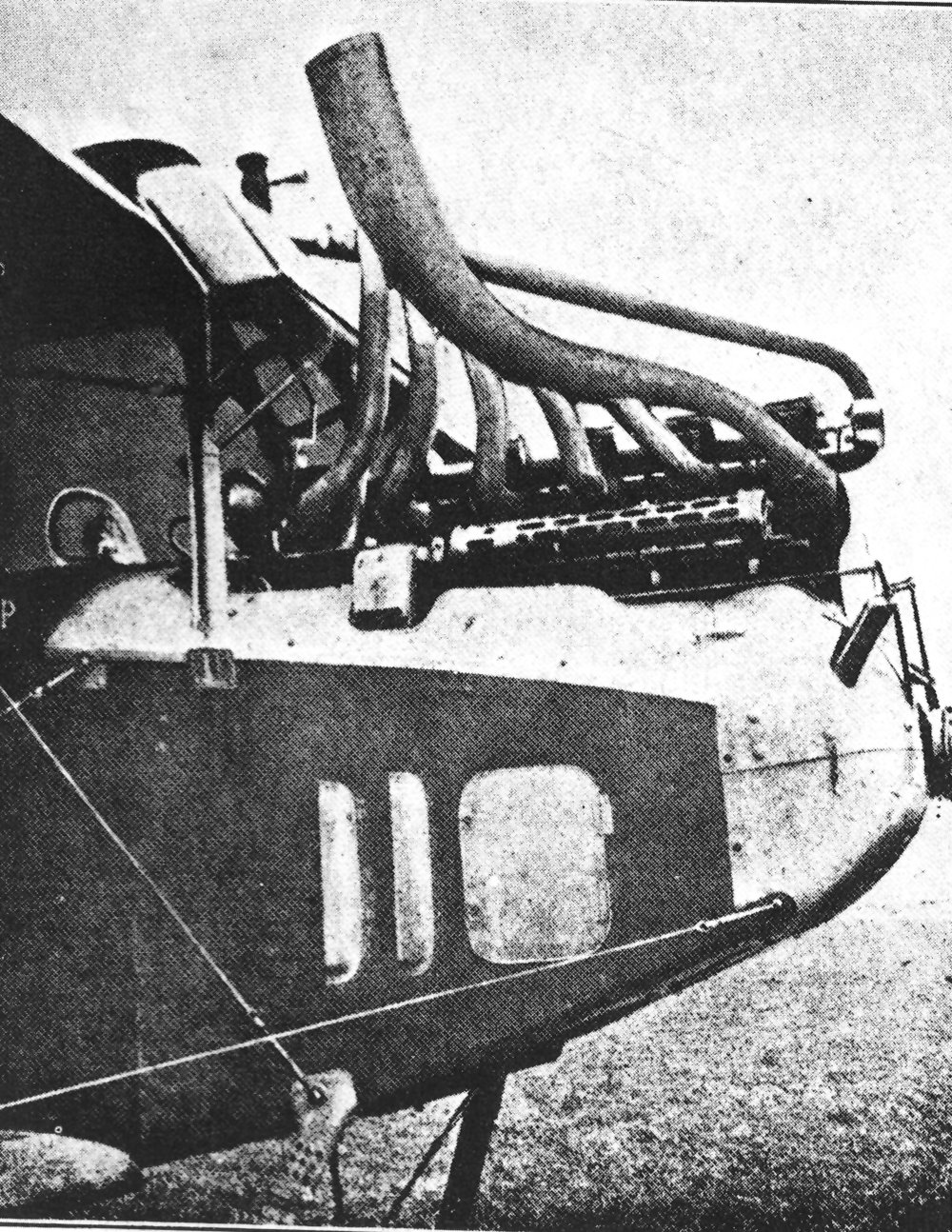
Una ametralladora sincronizada con el mecanismo Stangensteuerung, montada muy adelante en un Albatros C.III.

El mecanismo empleado en los cazas Fokker Eindecker de serie (véase el diagrama) reemplazó el eje transmisor conectado a la bomba de aceite con una gran rueda de levas, casi un volante ligero, impulsada directamente por el cárter del motor rotativo. La varilla de empuje ahora efectuaba su movimiento recíproco directamente desde una "guía" situada sobre la rueda de levas. Al mismo tiempo, también se cambió la ametralladora empleada: Una LMG 08 (la llamada "Spandau") reemplazaba a la Parabellum MG 14 empleada en el prototipo del mecanismo sincronizador. Igualmente, la Parabellum estaba disponible en cantidades muy limitadas y todas las unidades disponibles fueron empleadas como ametralladoras para observadores, ya que su ligereza y maniobrabilidad la hacían muy superior en este papel.
La primera victoria empleando un caza equipado con ametralladoras sincronizadas, se cree que tuvo lugar el 1 de julio de 1915 cuando el Teniente Kurt Wintgens del Feldflieger Abteilung 6b, piloteando el Fokker M.5K/MG con número de serie "E.5/15" y armado con una ametralladora Parabellum, obligó a aterrizar a un Morane-Saulnier L francés al este de Lunéville.
La exclusiva posesión de un mecanismo sincronizador funcional permitió un período de superioridad aérea alemana en el Frente Occidental, conocido como Plaga Fokker. El Alto Mando alemán cuidaba celosamente el mecanismo sincronizador, entrenando a sus pilotos para no dirigirse hacia territorio enemigo en caso de que se vean obligados a aterrizar y revelen el secreto, pero los principios básicos involucrados ya casi eran de conocimiento común, y para mediados de 1916 ya estaban disponibles en cantidad varios mecanismos sincronizadores Aliados.
Para ese entonces, el mecanismo Fokker Stangensteuerung, que había funcionado razonablemente bien para sincronizar una sola ametralladora, disparando con una modesta cadencia a través del arco de una hélice bipala impulsada por un motor rotativo, se estaba volviendo obsoleto.
Los mecanismos Stangensteuerung para motores "estacionarios" (en línea), funcionaban mediante una pequeña leva situada detrás de la misma hélice (véase la imagen). Esto causaba un dilema básico: una varilla de empuje corta y bastante robusta significaba que la ametralladora debía montarse muy adelante, dejando su cajón de mecanismos fuera del alcance del piloto en caso de que se produjera un atasco. Si la ametralladora era montada en la posición ideal, al alcance del piloto, se necesitaba una varilla de empuje más larga, que solía doblarse y romperse.
El otro problema era que el mecanismo Stangensteuerung nunca funcionó bien con más de una ametralladora. Dos (o hasta tres) ametralladoras, montadas en paralelo y disparando simultáneamente, habrían producido una amplia dispersión de disparos que sería imposible de igualar con la "zona segura" del arco de la hélice. La respuesta inicial de Fokker fue equipar "guías" adicionales a la gran rueda de levas del Stangensteuerung, para (teóricamente) producir la ráfaga necesaria para asegurarse que las ametralladoras estaban apuntadas al mismo punto del arco de la hélice. Esto demostró ser un arreglo desastrosamente inestable en el caso de tres ametralladoras, siendo mucho menos eficaz incluso con dos. La mayoría de los primeros cazas biplanos Fokker y Halberstadt estaban limitados a una sola ametralladora por este motivo.
De hecho, los constructores de los nuevos cazas Albatros de finales de 1916 con motores estacionarios y dos ametralladoras, introdujeron su propio mecanismo sincronizador, conocido como el mecanismo Hedtke o Hedtkesteuerung, siendo evidente que Fokker iba a tener que inventar algo radicalmente nuevo.

#### El mecanismo FokkerZentralsteuerung

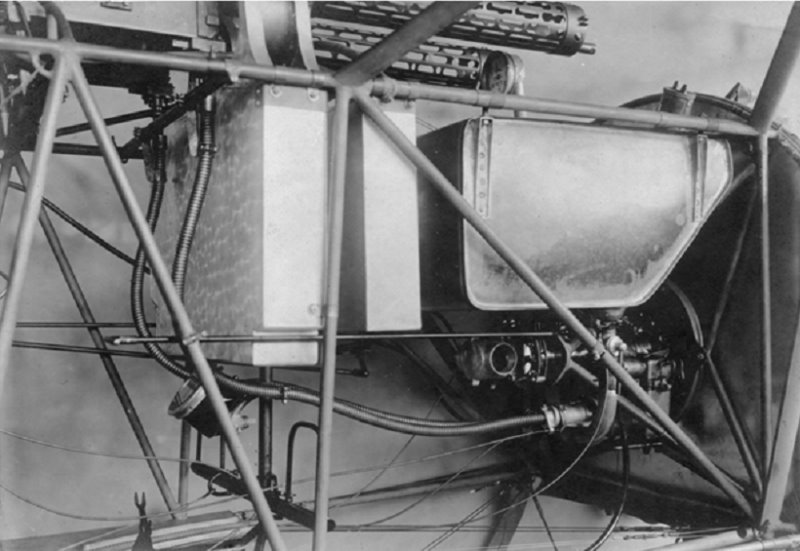
Dos ametralladoras sincronizadas mediante el sistema Zentralsteuerung en un caza Fokker D.VIII. Los "tubos" que conectan las ametralladoras al motor son transmisiones flexibles.

Fue diseñado a fines de 1916 y tomó la forma de un mecanismo sincronizador sin ningún tipo de varillas. La leva que generaba los impulsos de disparo fue mudada del motor a la misma ametralladora; en efecto, el gatillo motorizado ahora generaba sus propios impulsos de disparo. La conexión entre la hélice y el motor ahora consistía en un eje de transmisión flexible directamente conectado del extremo del eje de levas del motor al gatillo de la ametralladora. El botón de disparo de la ametralladora simplemente accionaba un embrague en el motor que ponía en marcha la transmisión flexible (y también el gatillo motorizado). En cierta forma, esto acercó el nuevo mecanismo a la patente original de Schneider (q.v.).
Una mayor ventaja era que el ajuste (para situar el punto de impacto de cada bala en el arco de la hélice) estaba ahora en la misma ametralladora. Esto significaba que cada ametralladora era ajustada individualmente, una importante característica, ya que dos ametralladoras sincronizadas no estaban ajustadas para disparar al unísono, sino que debían apuntar al mismo punto del arco de la hélice. Cada ametralladora podía dispararse de forma independiente, ya que tenían sus propias transmisiones flexibles, conectadas al eje de levas del motor por una caja de transferencia y su propio embrague. Esta disposición de conjuntos de piezas muy separados para cada ametralladora también significaba que si el mecanismo de una fallaba, el de la otra seguiría funcionando.
Este mecanismo estuvo disponible en grandes cantidades a mediados de 1917, a tiempo para su instalación en el triplano Fokker Dr.I y todos los cazas alemanes posteriores. De hecho, se volvió el sincronizador estándar de la Luftstreitkräfte por el resto de la guerra, aunque los experimentos para encontrar un mecanismo más fiable continuaron.

#### Otros mecanismos sincronizadores alemanes

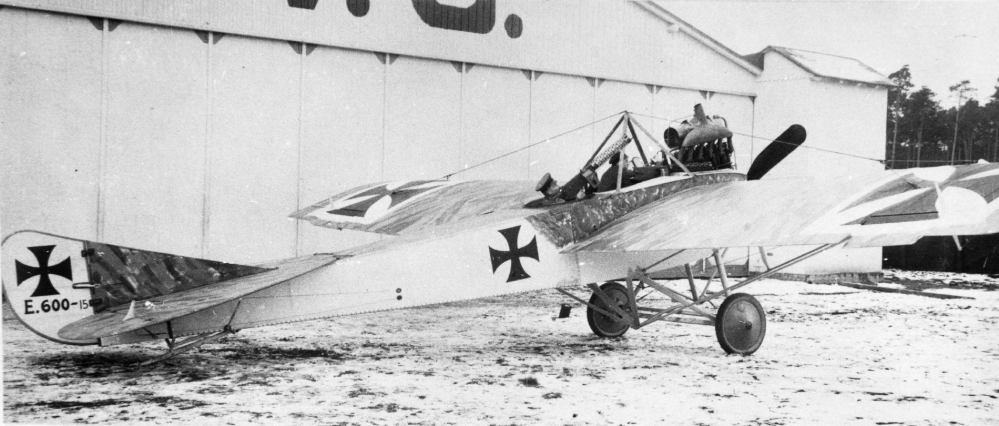
Un LVG E.I, con anillo Schneider y ametralladora frontal sincronizada, probablemente con un mecanismo diseñado por Schneider del cual no se tiene información.

##### El mecanismo Schneider 1915
En junio de 1915, un avión monoplano biplaza diseñado por Schneider para la compañía LVG fue enviado al frente para su evaluación. Su observador iba armado con el nuevo anillo Schneider para ametralladoras, que se estaba estandarizando en todos los biplazas alemanes: el piloto aparentemente iba armado con una ametralladora fija sincronizada. El avión se estrelló cuando volaba hacia el frente y no se supo nada más de este o de su mecanismo sincronizador, aunque se presume que estaba basado en la patente de Schneider.

##### Los mecanismos Albatros
Los nuevos cazas Albatros de finales de 1916 fueron equipados con dos ametralladoras sincronizadas mediante el mecanismo Albatros-Hedtke steuerung, que había sido diseñado por el Werkmeister Hedtke de Albatros. El mecanismo específicamente intentaba resolver los problemas derivados de aplicar el mecanismo Fokker Stangensteuerung a motores en línea y dos ametralladoras, siendo una variante del sistema de varillas de empuje rígidas, impulsado desde el extremo posterior del eje de levas del motor Mercedes D.III.
El Albatros D.V empleaba un nuevo mecanismo: el Albatros-Semmler steuerung, diseñado por el Werkmeister Semmler. Era básicamente una versión mejorada del mecanismo Hedtke.
Una orden oficial firmada el 24 de julio de 1917, estandarizaba el superior mecanismo Fokker Zentralsteuerung en todos los aviones alemanes, posiblemente incluyendo a los Albatros.

##### Mecanismos eléctricos
Los cazas alemanes del período de entreguerras fueron equipados con sincronizadores eléctricos. En tales mecanismos, un contacto o conjunto de contactos tanto en el eje de la hélice como en alguna otra parte del tren de transmisión, giran al mismo número de revoluciones por minuto, generando una serie de pulsos eléctricos que son transmitidos a un gatillo accionado por solenoide en la ametralladora. Se estaban llevando a cabo experimentos con este tipo de mecanismos antes del fin de la guerra, con la compañía LVG involucrada nuevamente: un reporte británico de Inteligencia del 25 de junio de 1918 menciona un avión biplaza LVG equipado con este mecanismo, que fue obligado a atrerrizar tras las líneas británicas. Se sabe que LVG construyó 40 aviones biplaza C.IV equipados con un mecanismo sincronizador eléctrico Siemens.
Además, la compañía Aviatik recibió instrucciones para instalar 50 de sus mecanismos sincronizadores eléctricos en los DFW C.V (Av).

### Mecanismos austrohúngaros
La ametralladora estándar de las Fuerzas Armadas austrohúngaras en 1914 era la Schwarzlose, que funcionaba mediante un sistema de "retroceso retardado" y no era apta para ser sincronizada. Al contrario de los franceses e italianos, que eventualmente podían comprar ametralladoras Vickers, los austrohúngaros no eran capaces de obtener suficientes cantidades de ametralladoras "Spandau" de su aliado alemán y fueron obligados a emplear la Schwarzlose en un papel para el cual no era realmente apta. Aunque el problema de sincronizar la Schwarzlose eventualmente se resolvió de forma parcial, no fue sino hasta fines de 1916 que estuvieron disponibles mecanismos sincronizadores. Incluso así, los mecanismos sincronizadores austrohúngaros solían comportarse de forma errática con altas revoluciones del motor. Los cazas austrohúngaros fueron equipados con grandes tacómetros para asegurarse que el piloto pueda revisar que las revoluciones del motor estén dentro del límite necesario antes de disparar sus ametralladoras, mientras que las palas de la hélice fueron equipadas con un sistema de advertencia eléctrico que alertaba al piloto si esta era impactada. Debido a una crónica escasez de herramientas de precisión, nunca hubo suficientes mecanismos sincronizadores disponibles; por lo cual los cazas, incluso las excelentes versiones austrohúngaras del Albatros D.III, frecuentemente eran enviados al frente sin armamento, para que los armeros del escuadrón les instalen ametralladoras y cualquier mecanismo sincronizador que pudiese ser canibalizado, recuperado o improvisado.
En lugar de estandarizar un solo mecanismo sincronizador, diferentes fabricantes austrohúngaros produjeron sus propios mecanismos. La investigación de Harry Woodman (1989) ha identificado los siguientes tipos:   

#### Zahnrad-Steuerung (engranaje-control)
El eje de levas de un motor Austro-Daimler impulsaba un tornillo sin fin. La primera ametralladora Schwarzlose sincronizada con este mecanismo tenía una cadencia de 360 disparos/minuto - que más tarde fue aumentada a 380 disparos/minuto en el modelo MG16.

#### Bernatzik-Steuerung
El brazo pivotante de una válvula de escape impulsaba una palanca fijada al cuerpo de la válvula, que transmitía los impulsos de disparo a la ametralladora mediante una varilla. Diseñado por el Teniente Otto Bernatzik, fue limitado a transmitir un impulso de disparo a cada dos revoluciones de la hélice y disparaba con una cadencia de 380 a 400 disparos/minuto por ametralladora. Al igual que otros mecanismos que sincronizaban a la Schwarzlose, los disparos eran erráticos a altas velocidades del motor.

#### Priesel-Steuerung
Además de un control que accionaba la guía de la leva y disparaba la ametralladora en un solo movimiento, este mecanismo estaba muy basado en el mecanismo Fokker Stangensteuerung original. Fue diseñado por el Oberleutnant Guido Priesel, pasando a ser estándar en los cazas Oeffag Albatros en 1918.

#### Zap-Steuerung (Zaparka control)
Este mecanismo fue diseñado por el Oberleutnant Eduard Zaparka. Era impulsado por el extremo posterior del eje de levas de un motor Hiero mediante un eje de transmisión con uniones Cardan. La cadencia de disparo, con el modelo más reciente de la ametralladora Schwarzlose, era de hasta 500 disparos/minuto. La ametralladora debía situarse muy adelante, por lo que era inaccesible para el piloto y no se podía desatascar en vuelo.

#### KralischeZentralsteuerung
Estaba basado en el principio del mecanismo Fokker Zentralsteuerung, con transmisiones flexibles conectadas al eje de levas y los impulsos de disparo generados por el gatillo motorizado de cada ametralladora. Con revoluciones limitadas para operar de modo más fiable con la difícil ametralladora Schwarzlose, su cadencia de disparo fue limitada a 360-380 disparos/minuto.

### Mecanismos británicos
La sincronización de ametralladoras en el Reino Unido tuvo un rápido, aunque tambaleante inicio. Los primeros mecanismos sincronizadores demostraron ser ineficaces y poco fiables, mientras que la total estandarización del muy satisfactorio mecanismo hidráulico "C.C." no se alcanzó hasta noviembre de 1917. Como resultado, las ametralladoras sincronizadas parecen haber sido bastante impopulares entre los pilotos de caza británicos hasta bien entrado 1917; quedando la ametralladora Lewis montada en el ala superior sobre el afuste Foster como el armamento de elección para los biplanos Nieuport en servicio británico, además siendo inicialmente considerada como el arma principal del S.E.5. Cabe resaltar que para el Escuadrón n.º 56, ajustar sus ametralladoras sincronizadas era considerado uno de los temas menos importantes en marzo de 1917, estando ocupado en preparar sus nuevos cazas S.E.5 para combate antes de ser enviados a Francia, ya que las ametralladoras Lewis montadas sobre el ala superior debían poder bajarse para su recarga. Para ahorrar peso, Albert Ball retiró de su avión las ametralladoras Vickers sincronizadas por un tiempo.

#### El mecanismo Vickers-Challenger

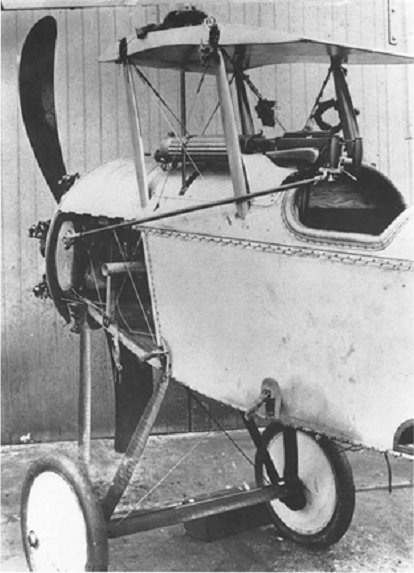
Montaje de ametralladoras Vickers sincronizadas con el mecanismo Vickers-Challenger, en un Bristol Scout: obsérvese la larga varilla de empuje en un ángulo inusual.

El primer mecanismo sincronizador británico fue construido por el fabricante de la ametralladora para la cual fue diseñado: entró en producción en diciembre de 1915. George Challenger, su diseñador, era en aquel entonces un ingeniero que trabajaba para la Vickers. Su principio de funcionamiento se parecía mucho a la primera forma del mecanismo Fokker, aunque esto no era por ser una copia (como a veces se indica): no fue sino hasta abril de 1916 que un caza Fokker capturado estuvo disponible para un análisis técnico. El hecho es que ambos mecanismos estaban muy basados en la patente de Saulnier. La primera versión estaba impulsada por un engranaje reductor acoplado al eje de la bomba de aceite del motor rotativo, como en el diseño de Saulnier; la leva generadora de impulsos era pequeña e iba montada externamente, a babor de la parte delantera del fuselaje, donde era fácilmente accesible para su ajuste.

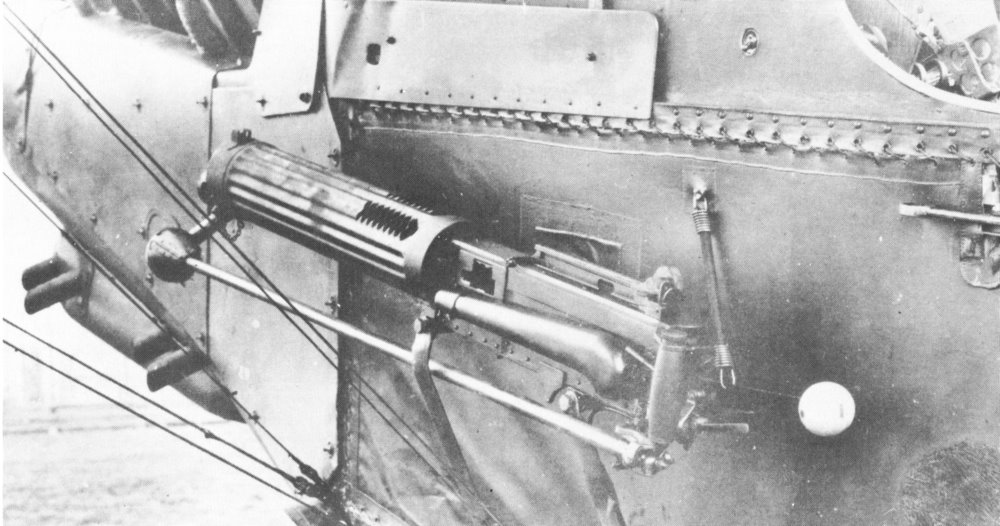
Una aplicación mucho más sencilla y práctica del mecanismo Vickers-Challenger, en una ametralladora Vickers sincronizada de un R.E.8.

Desafortunadamente, cuando el mecanismo era equipado en aviones tales como el Bristol Scout y el Sopwith 1½ Strutter, que tenían motores rotativos y la ametralladora montada delante de la cabina, la larga varilla de empuje que conectaba el mecanismo a la ametralladora debía montarse en un ángulo inusual, donde era susceptible a torcerse y deformarse (sin mencionar la expansión y contracción debido a cambios de temperatura). Por este motivo el B.E.12 y el R.E.8, por no mencionar el F.B.19 de la misma Vickers, montaban sus ametralladoras frontales a babor del fuselaje para que una versión relativamente corta de la varilla de empuje pueda conectarse directamente a la ametralladora.
Esto funcionó razonablemente bien, aunque la "inusual" posición de la ametralladora, que evitaba el apuntamiento directo, inicialmente fue muy criticada. Demostró no ser un problema como se suponía al inicio, al darse cuenta de que el avión era lo que se apuntaba antes que la ametralladora. El último avión en ser equipado con el mecanismo Vickers-Challenger, el R.E.8, conservó la ametralladora montada a babor incluso después que la mayoría de R.E.8 fueron reequipados con el mecanismo C.C. desde mediados de 1917.

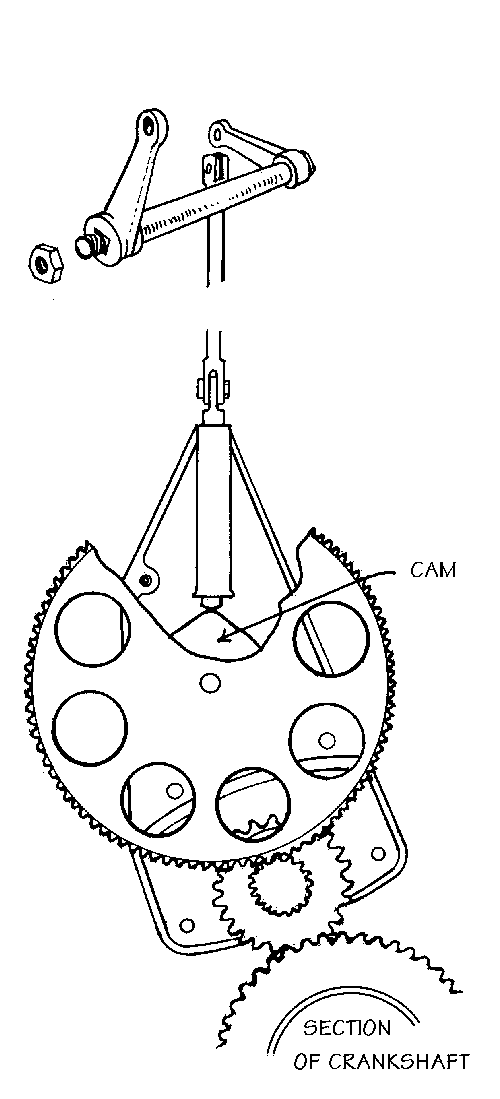
Rueda de levas del mecanismo Scarff-Dibovski.

#### El mecanismo Scarff-Dibovski
El Teniente Victor Dibovski, un oficial de la Armada Imperial Rusa, sugirió la introducción del mecanismo sincronizador que había diseñado mientras formaba parte de una misión militar en Inglaterra para observar y reportar los métodos de producción de aviones británicos. Según fuentes rusas, este mecanismo ya había sido probado en Rusia, con resultados variables, aunque es posible que el primer mecanismo Dibovski fuese en realidad un sistema deflector antes que un verdadero sincronizador.
En cualquier caso, el Warrant Officer F. W. Scarff trabajó con Dibovski para desarrollar y crear el mecanismo, que funcionaba con el familiar principio de rueda de levas y guía, estando conectado a la ametralladora por la habitual varilla de empuje y una compleja serie de palancas. Estaba limitado a reducir la cadencia de los impulsos de disparo que eran transmitidos al gatillo de la ametralladora (por lo tanto mejoraba la fiabilidad, pero no la cadencia de disparo).
El mecanismo fue ordenado para el Real Servicio Aéreo Naval y en cuestión de semanas entró en producción después del mecanismo Vickers-Challenger. Era más adaptable a motores rotativos que el Vickers-Challenger, pero aparte de los primeros Sopwith 1½ Strutter construidos según las órdenes del RSAN en 1916, y posiblemente algunos de los primeros Sopwith Pup, parece ser que no se registraron otras aplicaciones ni tampoco su patente.

#### El Ross y otros mecanismos "misceláneos"
El Ross fue un mecanismo interimario construido en el frente, específicamente diseñado en 1916 para reemplazar los inadecuados mecanismos Vickers-Challenger en los Sopwith 1½ Strutter del Escuadrón n.º 70 del Real Cuerpo Aéreo. Oficialmente fue diseñado por el Capitán Ross del Escuadrón n.º 70, aunque se ha sugerido que en gran parte fue obra de un Sargento bajo su mando. El mecanismo fue aparentemente empleado solamente en los Sopwith 1½ Strutter, pero el Escuadrón n.º 45 empleó algunas unidades del mecanismo al igual que el n.º 70. Fue reemplazado por el mecanismo Sopwith-Kauper tan pronto como este estuvo disponible.
Norman McMillan, escribiendo algunos años después de la guerra, afirmaba que el mecanismo Ross tenía una muy baja cadencia de disparo, pero que dejaba el gatillo de la ametralladora intacto y por lo tanto era posible en "situaciones realmente desesperadas", "disparar la ametralladora sin el mecanismo y tener la cadencia de disparo habitual de una ametralladora terrestre". McMillan también afirmaba que las hélices con hasta veinte impactos de bala podían traer al avión de vuelta a su base. Algunos aspectos de esta información son difíciles de reconciliar con la forma en que una ametralladora sincronizada funcionaba, pudiendo tratarse perfectamente de lapsos en la memoria de McMillan.
Otro mecanismo sincronizador "de campaña" fue el ARSIAD, producido por el Aeroplane Repair Section of the n.º1 Aircraft Depot en 1916. Se sabe muy poco sobre este, aunque parece haber sido instalado en algunos de los primeros R.E.8 para los cuales no se pudo hallar mecanismos Vickers-Challenger.
Airco y Armstrong Whitworth Aircraft diseñaron sus propios mecanismos específicamente para sus aviones. La estandarización del mecanismo hidráulico C.C. (descrito más abajo) ocurrió antes que cualquiera de ellos fuese producido en cantidades. Solamente el mecanismo Sopwith (en la siguiente sección) entró en producción.

#### El mecanismo Sopwith-Kauper
Los primeros mecanismos sincronizadores mecánicos instalados en los primeros cazas Sopwith fueron tan insatisfactorios, que a mediados de 1916 estos tenían un mecanismo mejorado que fue diseñado por el supervisor Harry Kauper, amigo y colega del australiano Harry Hawker. Este mecanismo específicamente intentaba resolver las fallas de los primeros mecanismos. Las patentes relacionadas con las versiones sumamente modificadas Mk.II y Mk.III fueron enviadas para su registro en enero y junio de 1917.

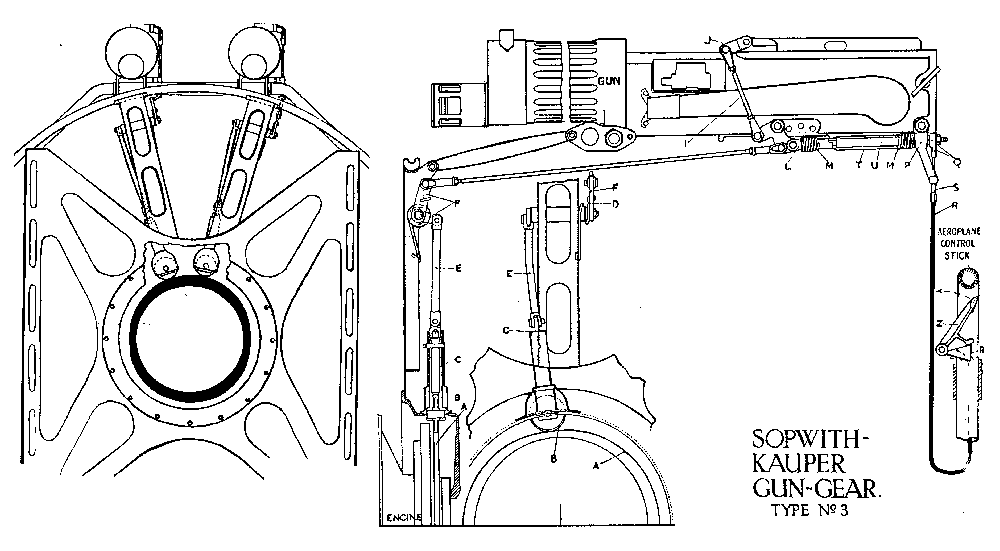
Diagrama del manual de mantenimiento para la instalación del mecanismo sincronizador Sopwith-Kauper (Mk.III) en los primeros Sopwith Camel de serie, 1917.

Se mejoró la eficiencia mecánica al revertir la acción de la varilla de empuje. El impulso de disparo era generado en el punto bajo de la rueda de levas en lugar de su resalte como en la patente de Saulnier. Por lo tanto la fuerza sobre la varilla era ejercida por tensión antes que compresión (o en términos menos técnicos, el gatillo motorizado funcionaba al ser "jalado" en lugar de ser "empujado"), lo que permitía que la varilla fuese más ligera, minimizando su inercia y pudiendo operar más rápido (al menos en las primeras versiones del mecanismo, cada revolución de la rueda de levas producía dos impulsos de disparo en lugar de uno). Una sola palanca de disparo activaba el mecanismo y disparaba la ametralladora en un solo movimiento, en lugar de tener que "encender" el mecanismo y luego disparar, como en algunos de los primeros mecanismos.
Se instalaron 2.750 unidades del mecanismo Sopwith-Kauper en los aviones en servicio: fue igualmente el mecanismo estándar del Sopwith Pup y el Sopwith Triplane, siendo instalado en varios de los primeros Sopwith Camel y reemplazó a los primeros mecanismos de los Sopwith 1½ Strutter y otros modelos de Sopwith. Sin embargo, para noviembre de 1917, a pesar de varias modificaciones, estaba siendo evidente que el mecanismo Sopwith-Kauper padecía de las inherentes limitaciones de los mecanismos mecánicos. Especialmente los escuadrones equipados con Sopwith Camel, reportaban que las hélices eran frecuentemente "perforadas" y que los mecanismos tenían una tendencia a "desbocarse". El desgaste, al igual que la incrementada cadencia de disparo de la ametralladora Vickers y las altas velocidades de los motores fueron responsables por este declive en desempeño y fiabilidad. Para ese entonces ya se habían resuelto los principales problemas del mecanismo hidráulico C.C., siendo estandarizado en todos los aviones británicos, inclusive los Sopwith.

#### El mecanismo Constantinescu
El Mayor Colley, Chief Experimental Officer y Asesor de Artillería en el Departamento de Invención de Municiones del War Office, se interesó en la teoría de transmisión de ondas de George Constantinescu y trabajó con él para determinar de que forma se le podía dar un uso práctico a su invento; finalmente llegando a la idea de desarrollar un mecanismo sincronizador basado en este. El Mayor Colley usó sus contactos en el Real Cuerpo Aéreo y la Real Artillería (su propia unidad), para obtener el préstamo de una ametralladora Vickers y 1000 balas.

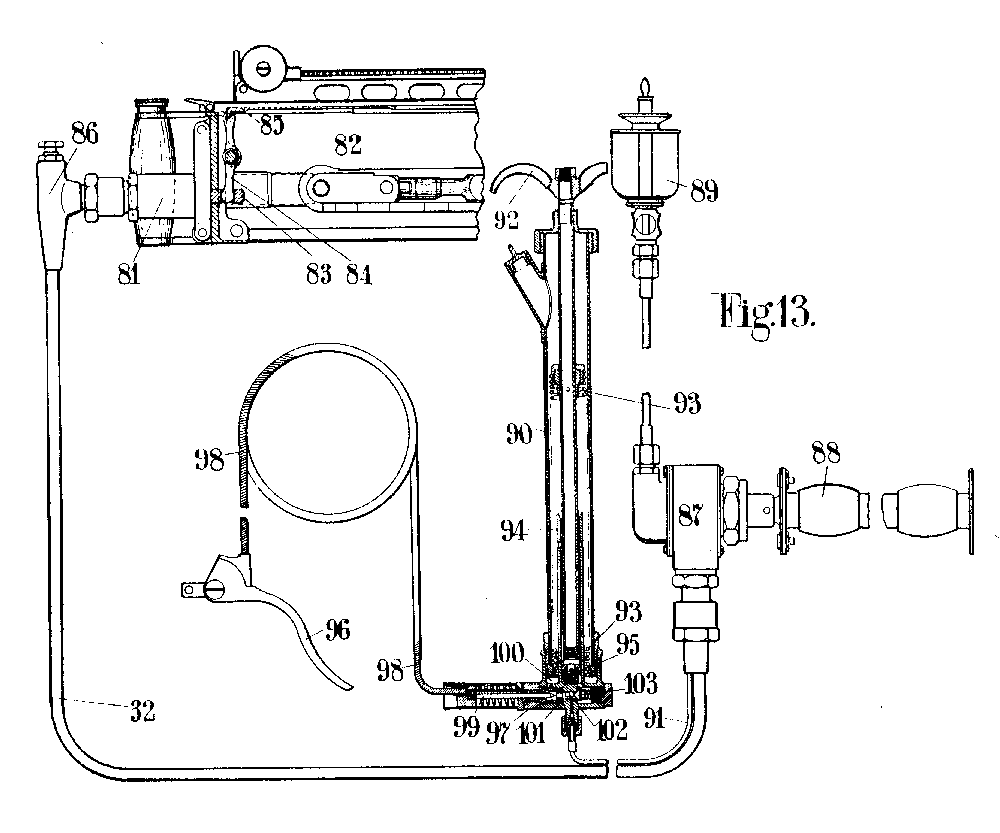
Dibujo de la Oficina de Patentes de los Estados Unidos para el mecanismo sincronizador C.C.. El componente similar a una bomba es el depósito de aceite, que iba situado en la cabina. Al levantar su manija se aseguraba que hubiese la suficiente presión hidráulica para operar el mecanismo.

Constantinescu se basó en su trabajo con taladros para rocas a fin de desarrollar un mecanismo sincronizador que emplease su sistema de transmisión de ondas. En mayo de 1916, él preparó el primer dibujo de un modelo experimental de lo que sería conocido como Mecanismo de Control de Disparo Constantinescu, o "mecanismo C.C." (Constantinescu-Colley). La primera aplicación provisional de patente para el mecanismo fue enviada el 14 de julio de 1916 (n.º 512).
Al inicio, el meticuloso Constantinescu no estuvo satisfecho con el ligeramente inusual disparo aleatorio en su disco de prueba. Se halló que la cuidadosa inspección de las balas remediaba esta falla (de hecho, común a todos los mecanismos sincronizadores); con balas de buena calidad, el desempeño del mecanismo agradó incluso a su creador. El primer mecanismo C.C. funcional fue probado en vuelo a bordo de un B.E.2c en agosto de 1916.
El nuevo mecanismo tenía varias ventajas sobre todos los mecanismos mecánicos: la cadencia de disparo tuvo una gran mejora, la sincronización era mucho más precisa y sobre todo se adaptaba fácilmente a cualquier tipo de motor y fuselaje, en lugar de necesitar un generador de impulsos especialmente diseñado para cada tipo de motor y conexiones especiales para cada tipo de avión. A largo plazo, demostró ser más durable y menos proclive a fallos (siendo correctamente mantenido y ajustado).
Los Airco DH.4 del Escuadrón n.º 55 arribaron a Francia el 6 de marzo de 1917 equipados con el nuevo mecanismo, seguidos al poco tiempo por los Bristol F.2 del Escuadrón n.º 48 y los S.E.5 del Escuadrón n.º 56. Los primeros modelos de serie tuvieron algunos problemas en servicio, mientras que el personal de tierra aprendía a mantener y ajustar los nuevos mecanismos, y los pilotos a operarlos. Fue a fines de 1917 que una versión del mecanismo capaz de operar dos ametralladoras estuvo disponible, por lo cual los primeros Sopwith Camel fueron equipados con el mecanismo Sopwith-Kauper.
Desde noviembre de 1917 el mecanismo finalmente se volvió estándar; equipó a todos los nuevos aviones británicos con ametralladoras sincronizadas desde aquella fecha hasta el Gloster Gladiator de 1937.
Más de 6.000 mecanismos fueron instalados en los aviones del Real Cuerpo Aéreo y el Real Servicio Aéreo Naval entre marzo y diciembre de 1917. Veinte mil mecanismos "Constantinescu-Colley" más fueron instalados en aviones militares británicos entre enero y octubre de 1918, durante el período cuando se formó la Royal Air Force a partir de los dos anteriores servicios aéreos el 1 de abril de 1918. Se fabricó un total de 50.000 mecanismos durante los veinte años en los que fue equipo estándar.

### Mecanismos franceses
La Aviation Militaire francesa fue afortunada, al ser capaz de estandarizar dos mecanismos sincronizadores razonablemente satisfactorios - uno adaptado para motores rotativos y el otro para motores "estacionarios" (en línea) - casi desde el inicio.

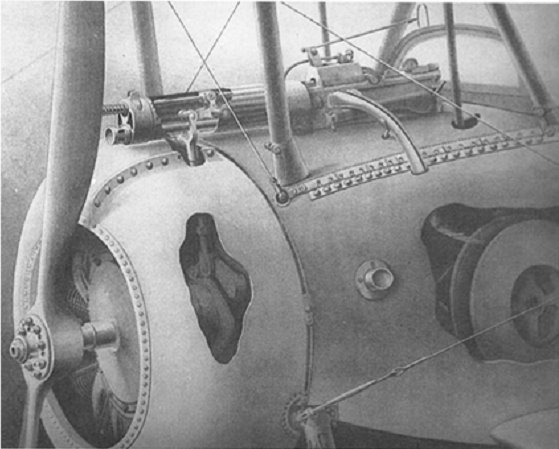
Un Nieuport 17 armado con una ametralladora sincronizada mediante el mecanismo Alkan-Hamy. El gran rodillo detrás de la ametralladora es un carrete recuperador para la cinta de balas vacía y no tiene relación alguna con el mecanismo sincronizador. Obsérvese como la varilla de empuje se ha vuelto efectivamente una parte de la ametralladora.

#### El mecanismo Alkan-Hamy
El primer mecanismo sincronizador francés fue desarrollado por el Sergeant-Mecanicien Alkan y el Ingenieur du Maritime Hamy. Estaba muy basado en la versión definitiva del mecanismo Fokker Stangensteuerung: la principal diferencia era que la varilla de empuje estaba instalada dentro de la ametralladora Vickers, empleando un tubo de vapor redundante en la camisa de enfriamiento. Esto mitigaba una gran desventaja de otros mecanismos con varillas de empuje, ya que al estar esta apoyada en toda su longitud, era menos proclive a distorsionarse o romperse. Las ametralladoras Vickers modificadas para emplear este mecanismo pueden distinguirse por la ubicación del resorte de la varilla de empuje, que sobresalía de la parte frontal de la camisa de enfriamiento como un segundo cañón. Este mecanismo fue instalado y probado en vuelo a bordo de un Nieuport 12, el 2 de mayo de 1916, mientras que otros mecanismos de preproducción fueron instalados en los cazas Morane-Saulnier y Nieuport contemporáneos. El mecanismo Alkan-Hamy fue estandarizado como Systeme de Synchronisation pour Vickers Type I (moteurs rotatifs), estando disponible en cantidad a tiempo para la llegada al frente del Nieuport 17 a mediados de 1916, además de sincronizar las ametralladoras de todos los aviones franceses con motores rotativos. La excepción fue el Nieuport 28, que empleaba un mecanismo diferente - conocido ahora gracias a documentación estadounidense, donde es descrito como el "mecanismo sincronizador Nieuport" o el "mecanismo Gnome". Los detalles exactos del mecanismo son desconocidos - aunque fue adaptado para disparar las ametralladoras del N.28 de forma individual o juntas.

#### El mecanismo Birkigt
El SPAD S.VII fue diseñado alrededor del motor Hispano-Suiza 8 de Marc Birkigt, entrando en servicio en setiembre de 1916 armado con una ametralladora Vickers sincronizada mediante un nuevo mecanismo ofrecido por el propio Birkigt para su empleo con el motor. Al contrario de otros mecanismos sincronizadores mecánicos, el "mecanismo SPAD", como era frecuentemente llamado, no utilizaba una varilla de empuje: los impulsos de disparo eran transmitidos a la ametralladora torsionalmente a través de un eje móvil "oscilante", el cual rotaba a casi un cuarto de revolución, alternado entre el sentido horario y el sentido antihorario. Esta oscilación era mecánicamente más eficiente que el movimiento recíproco de una varilla de empuje, permitiendo mayores velocidades. Oficialmente conocido como el Systeme de Synchronisation pour Vickers Type II (moteurs fixes), el mecanismo Birkigt quedó en servicio francés hasta la Segunda Guerra Mundial.

### Mecanismos rusos
No se produjo ningún mecanismo sincronizador ruso antes de la Revolución de Octubre - aunque los experimentos de Victor Dibovski llevados a cabo en 1915 contribuyeron al desarrollo del posterior mecanismo británico Scarff-Dibovski (descrito más arriba) y otro oficial naval, G. I. Lavrov, también diseñó un mecanismo que fue instalado en el fallido Sikorsky S-16. Los aviones franceses y británicos construidos bajo licencia en Rusia empleaban los mecanismos Alkan-Hamy o Birkigt.
Los cazas soviéticos emplearon ametralladoras sincronizadas hasta la Guerra de Corea, cuando el Lavochkin La-11 y el Yakovlev Yak-9 fueron los últimos aviones equipados con mecanismo sincronizador que entraron en combate.

### Mecanismos italianos
La ametralladora italiana Fiat-Revelli Modelo 1914 demostró que no era sincronizable, por lo cual la Vickers pasó a ser la ametralladora estándar, sincronizada mediante mecanismos Alkan-Hamy o Birkigt.

### Mecanismos estadounidenses
Los aviones de combate franceses y británicos ordenados en 1917-1918 para la Fuerza Expedicionaria Estadounidense estaban equipados con sus mecanismos sincronizadores "nativos", incluyendo el Alkan-Hamy en los Nieuport y los Sopwith de fabricación francesa, el mecanismo Birkigt en los SPAD y el mecanismo C.C. en los aviones británicos. El mecanismo C.C. también fue adoptado para las dos ametralladoras Marlin montadas en el DH.4 de fabricación estadounidense, siendo fabricado en Estados Unidos hasta que el mecanismo Nelson estuvo disponible en grandes cantidades.

#### El mecanismo Nelson
Como la Marlin era una ametralladora accionada por los gases del disparo, demostró ser menos capaz de sincronizarse que la Vickers. Se halló que disparos "aleatorios" ocasionalmente perforaban las palas de la hélice, incluso con el mecanismo bien ajustado y funcionando correctamente. El problema fue eventualmente resuelto con modificaciones al mecanismo del gatillo de la Marlin, pero mientras tanto el ingeniero Adolph L. Nelson, en el Departamento de Ingeniería de Aviones del Campo McCook, había desarrollado un nuevo mecanismo sincronizador mecánico especialmente adaptado a la Marlin, oficialmente conocido como el sincronizador monotiro Nelson. En lugar de la varilla de empuje común a varios mecanismos sincronizadores mecánicos, o la "varilla tractora" rígida del mecanismo Sopwith-Kauper, el mecanismo Nelson empleaba un cable flexible mantenido en tensión para transmitir los impulsos de disparo a la ametralladora.
Los modelos de serie de este mecanismo estuvieron listos demasiado tarde para su empleo antes del final de la Primera Guerra Mundial, pero el mecanismo Nelson fue el estándar estadounidense en el período de entreguerras, mientras que las ametralladoras Vickers y Marlin eran retiradas de servicio a favor de la Browning M1919.

#### Los mecanismos E-4 y E-8
El mecanismo Nelson demostró ser fiable y preciso, pero era costoso de producir y la necesidad de su cable de mantenerse recto lo hacía inadaptable cuando debía instalarse en un nuevo modelo de avión de caza. Para 1929, el último modelo (el mecanismo E-4) tenía un nuevo y simplificado generador de impulsos de disparo, un nuevo gatillo motorizado y el cable de impulsos estaba dentro de un tubo de metal, que lo protegía y le permitía tomar curvas cerradas. Aunque el principio básico del nuevo mecanismo seguía sin cambio alguno: virtualmente todos sus componentes fueron rediseñados y oficialmente ya no fue mencionado como "mecanismo Nelson". El mecanismo fue modernizado en 1942 como el E-8. Su modelo final tenía un generador de impulsos de disparo modificado, que era más sencillo de ajustar y era controlado desde la cabina por un solenoide eléctrico en lugar de un cable Bowden.

### El declive y el final del sincronizador
La utilidad de los mecanismos sincronizadores desapareció naturalmente cuando los motores de reacción eliminaron la hélice, al menos en los aviones de caza; pero las ametralladoras sincronizadas, incluso en aviones monomotores de pistón, ya estaban en declive desde hace veinte años antes.
Las crecientes velocidades de los nuevos cazas monoplanos de mediados y finales de la década de 1930, significaba que el tiempo disponible para efectuar una cantidad de disparos suficiente para derribar un avión enemigo se reducía drásticamente. Al mismo tiempo, se consideraba cada vez más al gran bombardero de estructura totalmente metálica como el principal vehículo del poderío aéreo: era lo suficientemente poderoso como para llevar blindaje en sus áreas vulnerables. Ya no eran suficientes dos ametralladoras, especialmente para los estrategas que anticiparon un papel principalmente estratégico del poderío aéreo. Un caza "antibombardero" efectivo necesitaba algo más.

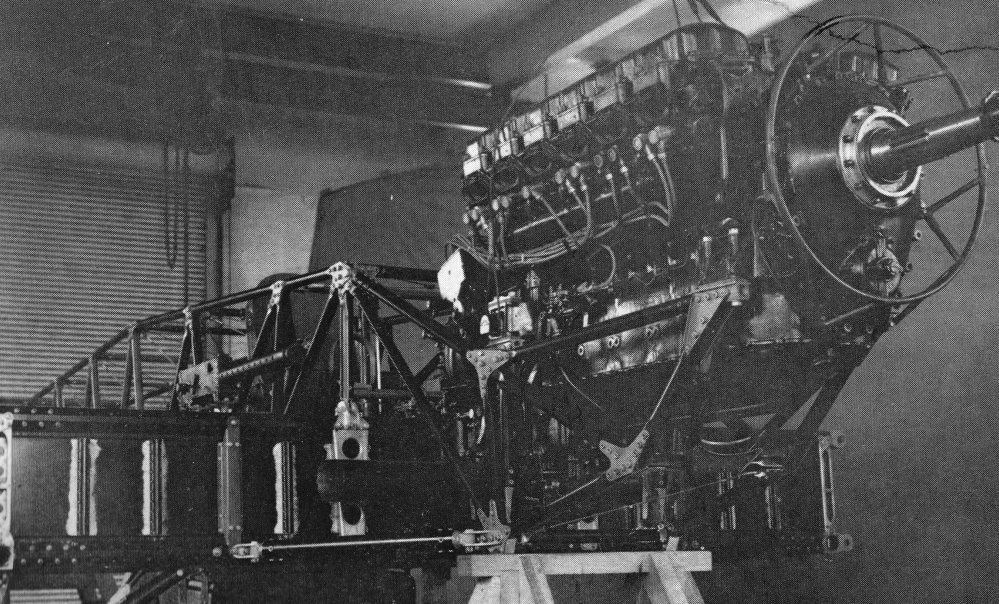
Maqueta del fuselaje del prototipo del Hawker Hurricane - muestra la instalación del motor Rolls-Royce Merlin y las originalmente proyectadas ametralladoras Vickers sincronizadas (eliminadas posteriormente).

Las alas monoplanas Cantilever ofrecían un amplio espacio para montar armamento - siendo mucho más rígidas que las viejas alas soportadas por cables, eran igualmente aptas para un montaje como el fuselaje. Este nuevo contexto también hizo que la armonización de las ametralladoras de las alas sea más satisfactoria: produciendo un cono de disparos bastante estrecho en los alcances cortos y medios donde el armamento de las alas de un caza era más efectivo.
El mantener las ametralladoras montadas en el fuselaje, con el peso adicional de sus mecanismos sincronizadores (que reducían ligeramente sus cadencias de disparo, ocasionalmente fallando y dañando la hélice) se volvió cada vez menos popular.
Esta filosofía de diseño, común en Gran Bretaña y Francia (y después de 1941, en los Estados Unidos) tendía hacia la eliminación de las ametralladoras montadas en el fuselaje. Por ejemplo, las especificaciones originales de 1934 para el Hawker Hurricane indicaban un armamento similar al del Gloster Gladiator: cuatro ametralladoras, dos en las alas y dos en el fuselaje, sincronizadas para disparar a través del arco de la hélice. La imagen de la derecha es de una primera maqueta del prototipo, mostrando la ametralladora de estribor. El prototipo terminado llevaba lastre para representar su armamento; sin embargo, los Hurricane I de serie fueron armados con ocho ametralladoras, todas montadas en las alas.
Otro punto de vista, común en Alemania, Rusia y Japón, reconocía la necesidad de aumentar el armamento y prefería un sistema cuyo núcleo al menos conservase dos ametralladoras sincronizadas. Los cañones automáticos "centralizados" eran vistos como una recompensa para tiradores expertos, a pesar de los avances en la tecnología de los mecanismos de puntería: su alcance solamente estaba limitado por la balística, ya que no necesitaban la "armonización" necesaria para concentrar los disparos de las ametralladoras montadas en las alas.

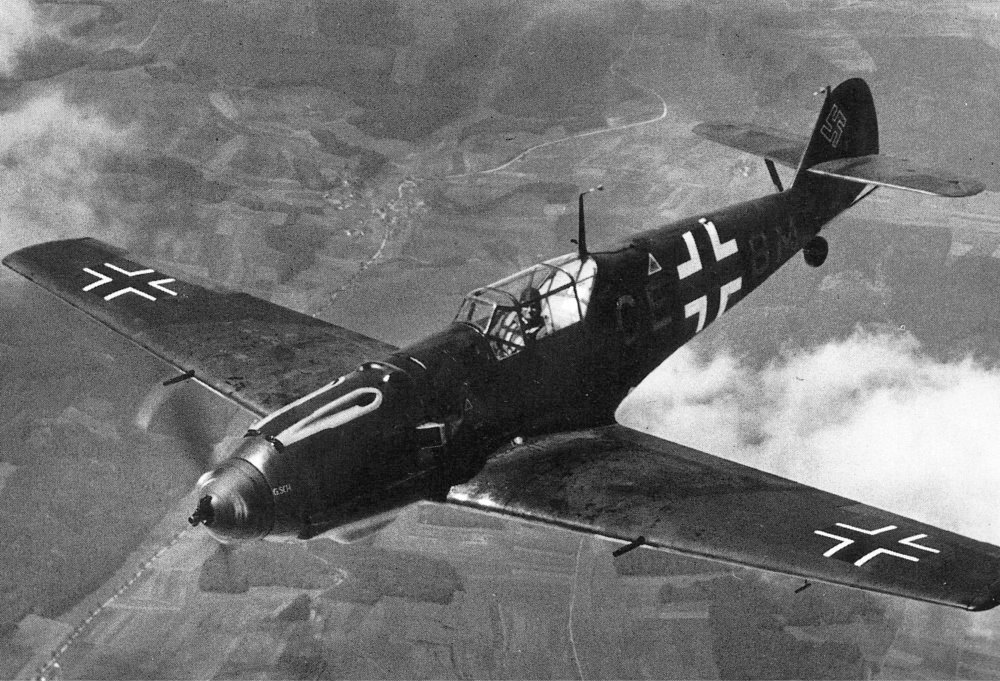
Un Messerschmitt Bf 109 E3 mostrando un par de tradicionales ametralladoras sincronizadas, un motorkanone disparando a través del cono de la hélice y ametralladoras en las alas.

Estas consideraciones resultaron en un rechazo a abandonar las ametralladoras montadas en el fuselaje. Exactamente, la cuestión era donde montar ametralladoras adicionales. Con pocas excepciones, las severeas limitaciones de espacio hacían que el montaje de más de dos ametralladoras sincronizadas en la parte delantera del fuselaje sea altamente problemático. La opción de añadir un tercer cañón automático que dispare a través de un eje de la hélice hueco (una vieja idea, al igual que la sincronización, datando de una patente de Schneider de 1914) solamente era aplicable a cazas con motores en línea y transmisión, incluso para ellos solamente añadía un cañón automático. A pesar de que algunos cazas rusos fueron equipados con dos cañones automáticos sincronizados de baja cadencia, la mayoría de diseñadores de cazas con motor de pistón hallaron que cualquier aumento importante del poder de fuego debía incluir al menos algunas armas montadas en las alas del caza, por lo que el poder de fuego ofrecido por dos ametralladoras pasó a representar un decreciente porcentaje del armamento total de un caza.
De hecho, los últimos aviones equipados con mecanismos sincronizadores que entraron en combate fueron el Lavochkin La-11 y el Yakovlev Yak-9 durante la Guerra de Corea.